# سفينة المايفلاور

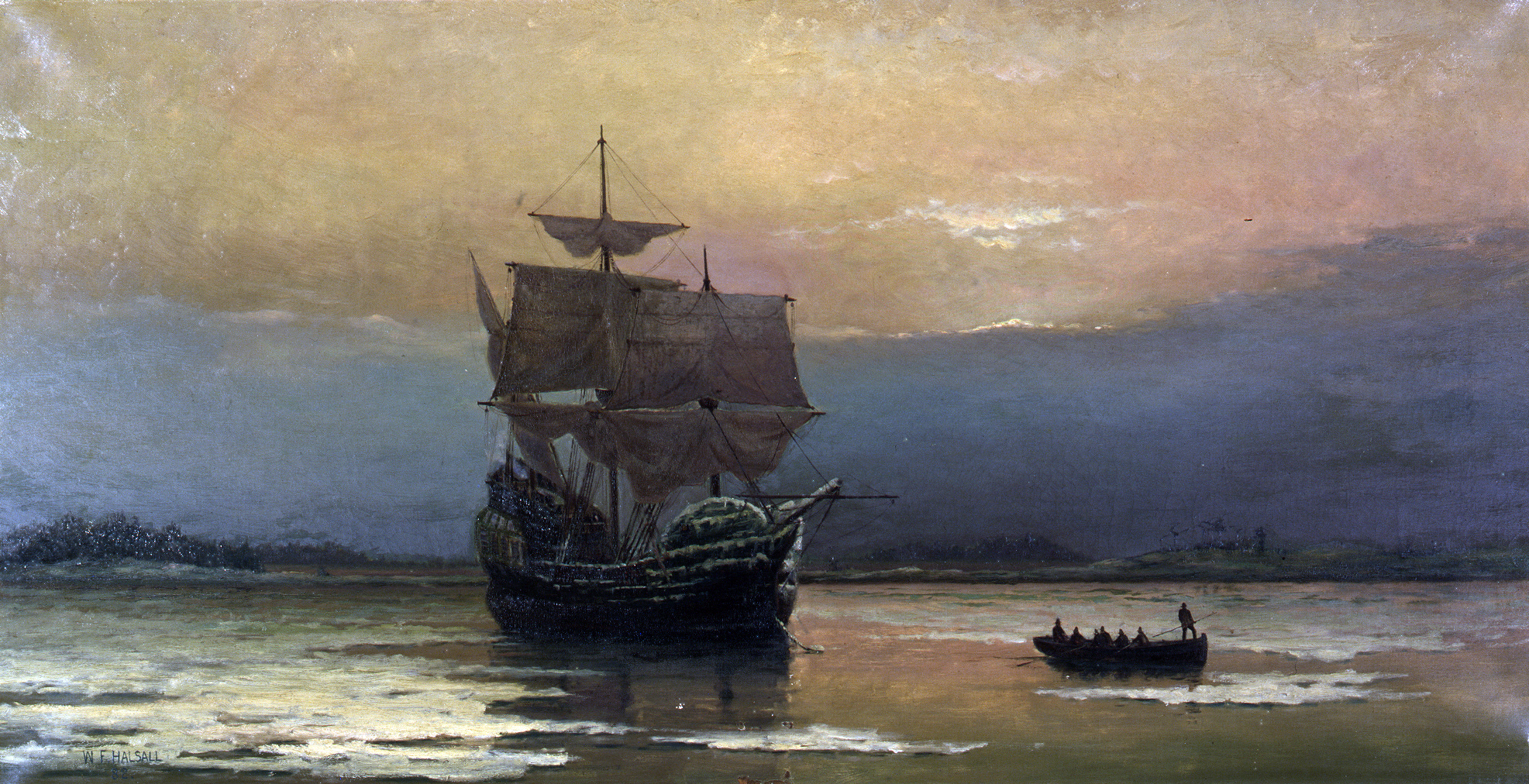
السفينة مايفلاور ترسو.
ريشة "ويليام هالسال"، 1882 في متحف قاعة الحج في بليموث.

"ولاية ماساتشوستس" الأمريكية.
تقع بلدة «بليموث» حيث استقر الرواد على الساحل الغربي من الخليج الذي يشبه الخطاف Hook والواقع جنوب شرق الولاية.

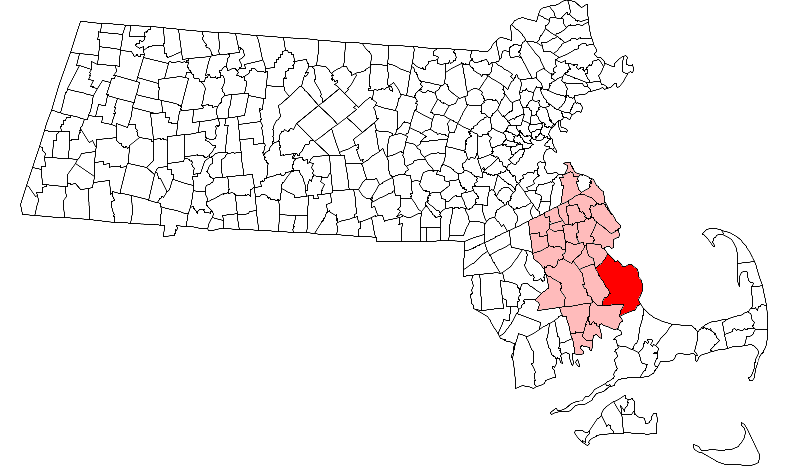
موقع بليموث بالأحمر بالنسبة إلى ولاية ماساتشوستس.

الاستيطان في نيوإنجلاند بحسب التواريخ.

مايفلاور (بالإنجليزية: Mayflower) [أو زهرة مايو/أيار] هي السفينة الإنجليزية التي أقلت مجموعةً من الرواد الأوائل إلى أمريكا الشمالية في العام 1620. بنيت حوالي العام 1610، ومن المحتمل أنها كانت ذات ثلاثة أشرعةٍ، ومن طابقين، أما عن حجمها فكان طولها نحواً من عشرين وخمسة أمتارٍ، وعرضها حوالي عشرين وخمسة أقدامٍ (نحو ثمانية أمتارٍ)، ووزنها حوالي خمسين ومئة طنٍ. كان قبطانها يدعى «كريستوفر جونز»، وركابها مجموعةً من العائلات الإنجليزية المعروفة اليوم باسم «الحُجّاج» (بالإنجليزية: Pilgrims). أقلعت «مايفلاور» من إنجلترا في 15 أغسطس/آب من العام 1620 برفقة سفينةٍ أخرى اسمها «اسبيدويل»، وبعدما قفلت عائدةً مرتين بسبب الأعطاب التي أصابت «اسبيدويل» أبحرت «مايفلاور» بمفردها من ميناء بليموث الإنجليزي في 16 سبتمبر/أيلول.
بعد عشرة أسابيعَ شاقةٍ من الإبحار رست «مايفلاور» -وعلى متنها اثنان ومئة (102) راكبٍ، وطاقم مؤلف من حوالي ثلاثين بحاراً- بالقرب من رأس «كيب كود» في ماساتشوستس في 21 نوفمبر/تشرين الثاني من العام 1620. «كيب كود» التي تُعرف الآن بميناء «بروفنستاون»، ثم وصلت إلى المكان المعروف حالياً باسم «بليموث» في ولاية ماساشوسيتس في 26 ديسمبر/كانون الأول بعد مضي خمسة أيامٍ من اكتشاف الموقع من قبل إحدى المجموعات الصغيرة.
بخلاف معاصريهم من «الطهريين» (أو البيوريتان الذين سعوا لإصلاح كنيسة إنجلترا وتطهيرها) اختار «الحجاج» لأنفسهم الانفصال عن «كنيسة إنجلترا» لأنهم اعتقدوا أنها كانت فوق الفداء [لا تستحق التضحية أو غير قابلةٍ للإصلاح] بسبب ماضيها الروماني الكاثوليكي، ومقاومة الكنيسة ذاتها للإصلاح، الأمر الذي دعاهم للصلاة على انفرادٍ. ابتداءً من العام 1608 غادرت مجموعة من العائلات إنجلترا متوجهةً إلى هولندا حيث يمكنها ممارسة شعائرها بحريةٍ. وبحلول العام 1620 قرر المجتمع عبور الأطلسي نحو أمريكا التي اعتبروها «أرض الميعاد الجديدة» حيث سيؤسسون مستعمرة «بليموث» لاحقاً.
:44
كان الحجاج يأملون -في البدء- في الوصول إلى أمريكا بحلول أوائل أكتوبر/تشرين الأول باستخدام سفينتين، لكن التأخير والتعقيدات حتمت عليهم استخدامهم لسفينةٍ واحدةٍ فحسب هي «مايفلاور». بُعيْد وصولهم في نوفمبر/تشرين الثاني كان عليهم تدبر البقاء على قيد الحياة على غير استعدادٍ لفصل الشتاء القاسي. ونتيجةً لذلك نجا نصف الحجاج الأصليين فقط من الشتاء الأول في مستعمرة «بليموث»، ودونما مساعدة الشعب الأصلي المحلي لتعليمهم جمع الطعام، ومهارات البقاء الأخرى فلربما كان جميع المستعمرين قد لاقوا حتفهم. في العام التالي احتفل أولئك الثلاثة والخمسون (53) الناجون بحصاد الخريف الأول للمستعمرة جنباً إلى جنبٍ مع تسعين من سكان «وامبانواغ» الأمريكيين الأصليين، وتلك مناسبة أُعلن عنها بعد قرونٍ في أول عيد شكرٍ أمريكي.
أقلعت «مايفلاور» من أمريكا عائدةً في 15 أبريل/نيسان من العام 1621، ولا يُعرف على وجه اليقين ماذا حدث للسفينة بعد إيابها إلى إنجلترا. يعتقد بعض المؤرخين أنها تعرضت للتلف بعد وفاة «كريستوفر جونز» في العام 1622 رغم أنه ثمة سفينة تدعى «مايفلاور» أيضاً قامت بعدة رحلاتٍ إلى أمريكا فيما بعد. يعتقد بعضهم الآخر أن «وليم راسل» قام بشراء السفينة واستغل جوفها مخزناً للحبوب، هذا المخزن الموجود حالياً في قريةٍ على أطراف لندن تسمى «جوردانز».
أما السفينة «مايفلاور II» -التي بنيت على غرار الشكل نفسه الذي يُعْتقد أن السفينة الأصلية كانت عليه- فمحفوظة في بليموث في ولاية ماساتشوستس. وفي العام 1957 قامت بعبور المحيط الأطلسي في رحلةٍ استغرقت خمسين وأربعة (54) أيام، وقد أهداها البريطانيون إلى الشعب الأمريكي عربوناً للصداقة.
قبل الإبرار من السفينة «مايفلاور» دون الحجاج «اتفاقية مايفلاور» ووقعوها، وهو ميثاق أنشأ حكومةً بدائيةً حيث سيساهم كل عضوٍ في سلامة ورفاهية المستعمرة المخطط لها. وبوصفها واحدةً من أقدم السفن الاستعمارية أصبحت هذه السفينة رمزاً ثقافياً في تاريخ الولايات المتحدة. جرى التخطيط للاحتفال بالذكرى السنوية الأربعمئة للإبرار أثناء العام 2020 في كلٍّ من الولايات المتحدة، والمملكة المتحدة، وهولندا، لكن «جائحة كورونا» COVID-19 أوقفت بعض هذه المخططات. أصدرت «دائرة البريد الأمريكية» طابعاً جديداً لمايفلاور طُرح للبيع في 17 سبتمبر/أيلول من العام 2020.

## دوافع الرحلة

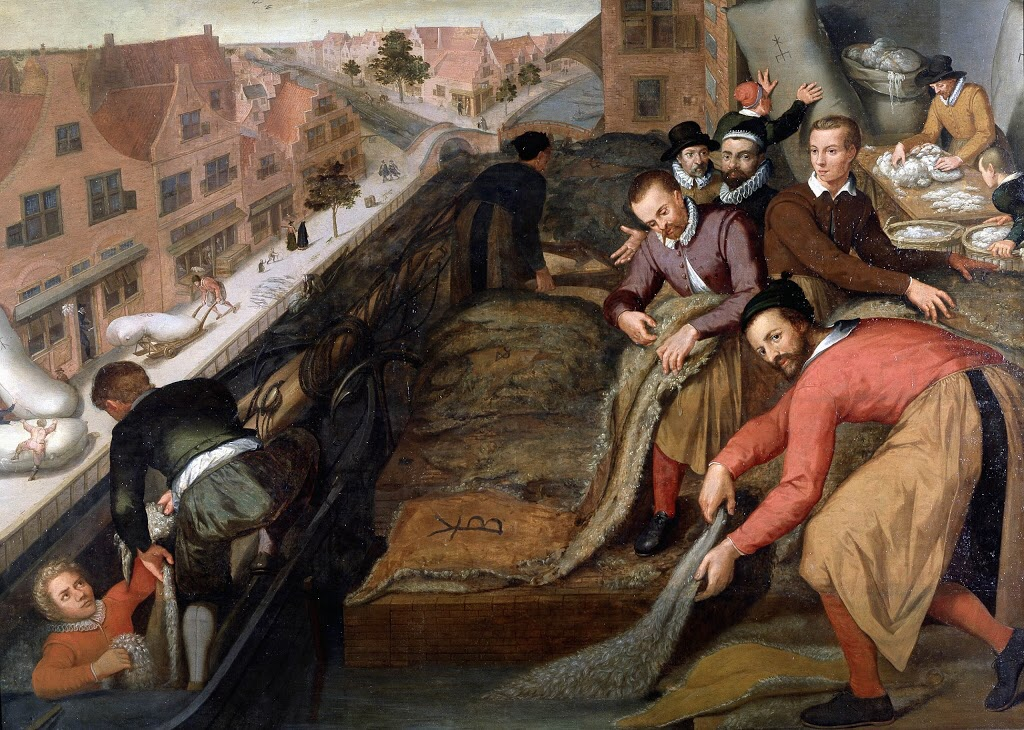
عمال صناعة الصوف في ليدن.
لوحة زيتية بريشة «إسحاق كلايسز ڤان اسواننبورغ».

كان تجمعُ ما يقرب من أربعمئةٍ من البروتستانت الإنجليز -ممن يعيشون في المنفى في ليدن في هولندا- غيرَ راضين عن فشل الكنيسة الإنجليزية في إصلاح ما شعروا بأنه العديد من التجاوزات والانتهاكات. ولكن بدلاً من العمل من أجل التغيير في إنجلترا (على نحو ما فعل المتشددون الآخرون) اختاروا العيش كمنفصلين في هولندا المتسامحة دينياً في العام 1608. وباعتبارهم انفصاليين اعتبرهم وطنهم إنجلترا متشددين (راديكاليين) غير شرعيين.
عُرفت حكومة ليدن لتقديمها مساعدةً ماليةً للكنائس الإصلاحية سواءً أكانت إنجليزيةً أم فرنسيةً أم ألمانيةً، مما جعل منها وجهةً مرغوبةً للمثقفين البروتستانت.:17 كان العديد من الانفصاليين أعضاءً غير شرعيين في كنيسةٍ في «نوتنغهامشير» في إنجلترا يمارسون سراً شكلهم الطهري [البيوريتاني] من البروتستانتية. عندما علموا أن السلطاتِ كانت على علمٍ بمجمعهم لاذ أعضاء الكنيسة في الليل بالفرار مع ما يزيد قليلاً عن الملابس التي كانوا يرتدون، واتخذوا سبيلهم سراً إلى هولندا.:18
أضحتِ الحياة في هولندا صعبةً بشكلٍ متزايدٍ على [أعضاء] المجمع، فقد أجبروا على العمل في وظائفَ وضيعةٍ ومضنيةٍ مثل تنظيف الصوف، مما أدى إلى مجموعةٍ متنوعةٍ من الأوجاع الصحية. بالإضافة إلى ذلك بدأ عدد من اللاهوتيين البارزين في البلاد بالانخراط في مناقشاتٍ مفتوحةٍ أدت إلى اضطراباتٍ مدنيةٍ، وغرسَ الخوفَ من أن إسبانيا قد تضع شعب هولندا مرةً أخرى تحت الحصار، كما فعلت قبل سنواتٍ. قام جيمس الأول الإنجليزي بعد ذلك بتشكيل تحالفٍ مع هولندا ضد إسبانيا بشرط حظر تجمعات الكنائس الإنجليزية المستقلة في هولندا.:26 وهكذا تشكلت العوامل الدافعة للانفصاليين للإبحار إلى العالم الجديد مع الاستفادة من كونهم بعيداً عن متناول الملك جيمس وأساقفته.
اعتُبرت رغبتهم في السفر إلى أمريكا جريئةً وخطيرةً، فقد فشلتِ المحاولات السابقة للاستقرار في أمريكا الشمالية. وشهدت «جيمستاون» التي تأسست في العام 1607 وفاة معظم المستوطنين في العام الأول. توفي أربعون وأربعمئةٍ (440) من أصل خمسمئةٍ (500) من الوافدين الجدد جوعاً خلال الأشهر الستة الأولى من الشتاء. علم الانفصاليون البيوريتان كذلك بالتهديد المستمر لهجمات الشعوب الأصلية. لكن على الرغم من كل الحجج ضد السفر إلى تلك الأرض الجديدة، فإن اقتناعهم بأن الله أرادهم أن يذهبوا كان مسيطراً. لقد كتبوا: «إننا نؤمن حقاً ونثق بأن الرب معنا، وأنه سوف يتكرم بإنجاح مساعينا وفقاً لبساطة قلوبنا في ذلك المكان»

## الرحلة

### مغادرة هولندا

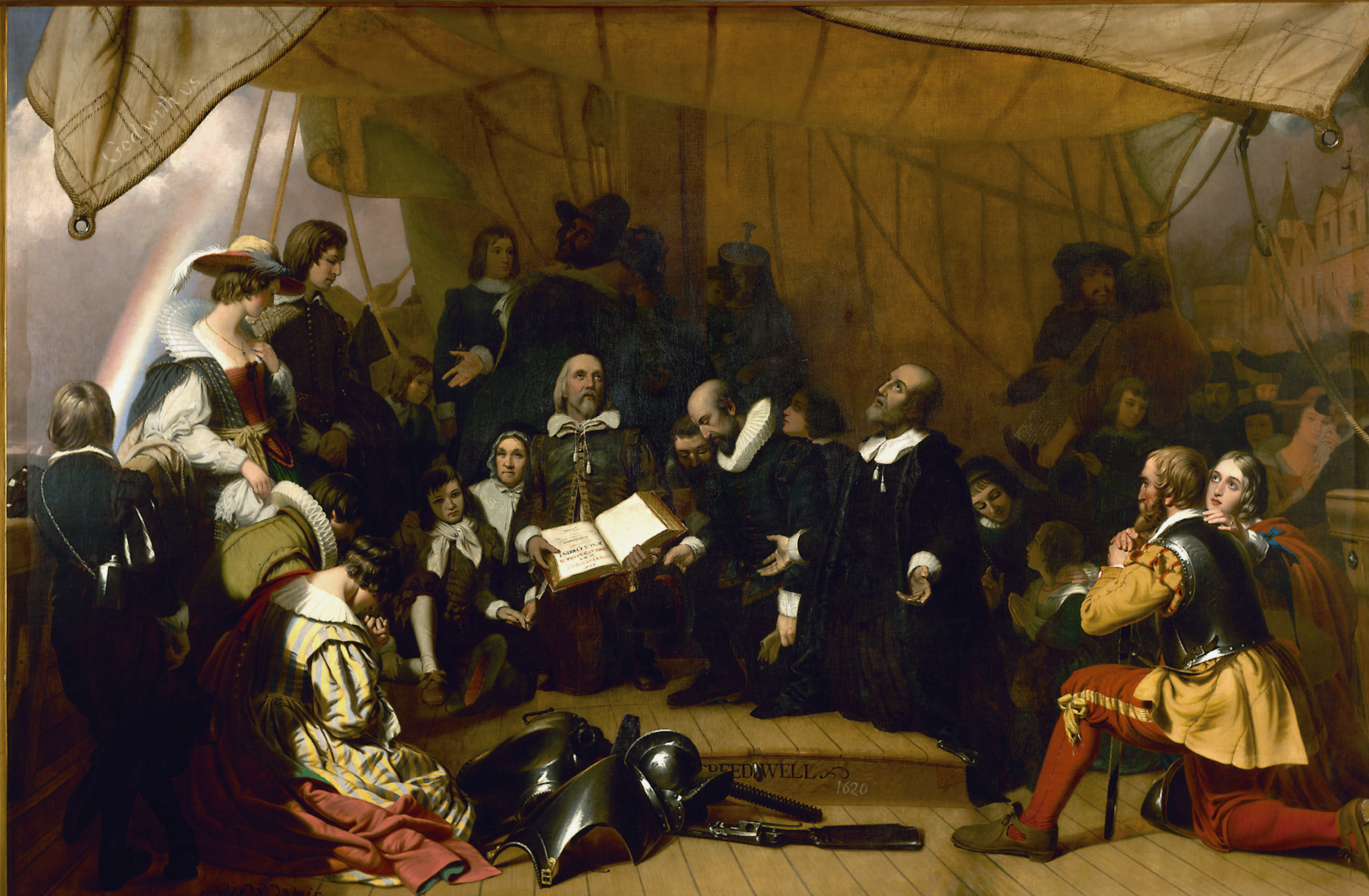
الحجاج "جون كارفر"، و"ويليام برادفورد" (حاكم مستعمرة بليموث لاحقاً)، و"مايلز ستانديش" في الصلاة أثناء رحلتهم إلى أمريكا الشمالية.
لوحة "روبرت والتر وير" من العام 1844.

بعدما قرروا مغادرة هولندا خططوا لعبور الأطلسي باستخدام سفينتين جرى شراؤهما. كانت سفينة صغيرة تحمل اسم «اسبيدويل» Speedwell ستقلّهم أولاً من ليدن إلى إنجلترا، ثم ستستخدم «مايفلاور» الأكبر لنقل معظم الركاب وإمدادات بقية الطريق.
لم يكن جميع الانفصاليين بقادرين على المغادرة، فلم يكُ لدى الكثير منهم الوقت الكافي لتسوية شؤونهم، وكانت ميزانياتهم ضئيلةً للغاية لشراء لوازم السفر الضرورية. لذلك قرر المجمع أن على الأعضاء الأصغر والأقوى أن يذهبوا أولاً مع احتمال أن يتبعهم الآخرون في المستقبل. وعلى الرغم من أن المجمع كان بقيادة «جون روبنسون» (من اقترح لأول مرةٍ فكرة الهجرة إلى أمريكا) فقد اختار البقاء في ليدن لرعاية أولئك الذين لا يستطيعون القيام بالرحلة.
في شرحه لأبنائه لماذا عليهم أن يهاجروا استخدم روبنسون تشبيهاً بأن العبرانيين القدماء تركوا بابل للهروب من العبودية بالعودة إلى القدس حيث كانوا سيبنون هيكلهم. يكتب «بيتر مارشال»: «أشار الحجاج والطهريون في الواقع إلى أنفسهم على أنهم دولة الله الجديدة». كان المصير الواضح للحجاج والطهريين أن يبنوا بالمثل «القدس الروحية» في أمريكا.:39

وإذ حان وقت المغادرة وصف قائد السفينة «إدوارد وينسلو» مشهد العائلات التي تفرقت عند المغادرة: «انسكب طوفان من الدموع. رافقَنا الذين لن يبحروا إلى السفينة، لكن لم يتمكنوا من الكلام مع بعضهم بعضاً بسبب وفرة الحزن قبل الفراق». وصف «ويليام برادفورد» (زعيم آخر سيكون الحاكم الثاني لمستعمرة بليموث) الرحيل بالمثل::23
استغرقتِ الرحلة إلى الساحل الجنوبي لإنجلترا ثلاثة أيامٍ، ورستِ السفينة في «ساوثامبتون» في 5 أغسطس/آب من العام 1620. من هناك رنا الحجاج بأعينهم أولاً إلى سفينتهم الأكبر «مايفلاور» إذ كانت محملةً بالمؤن.

### اسبيدويل ومايفلاور

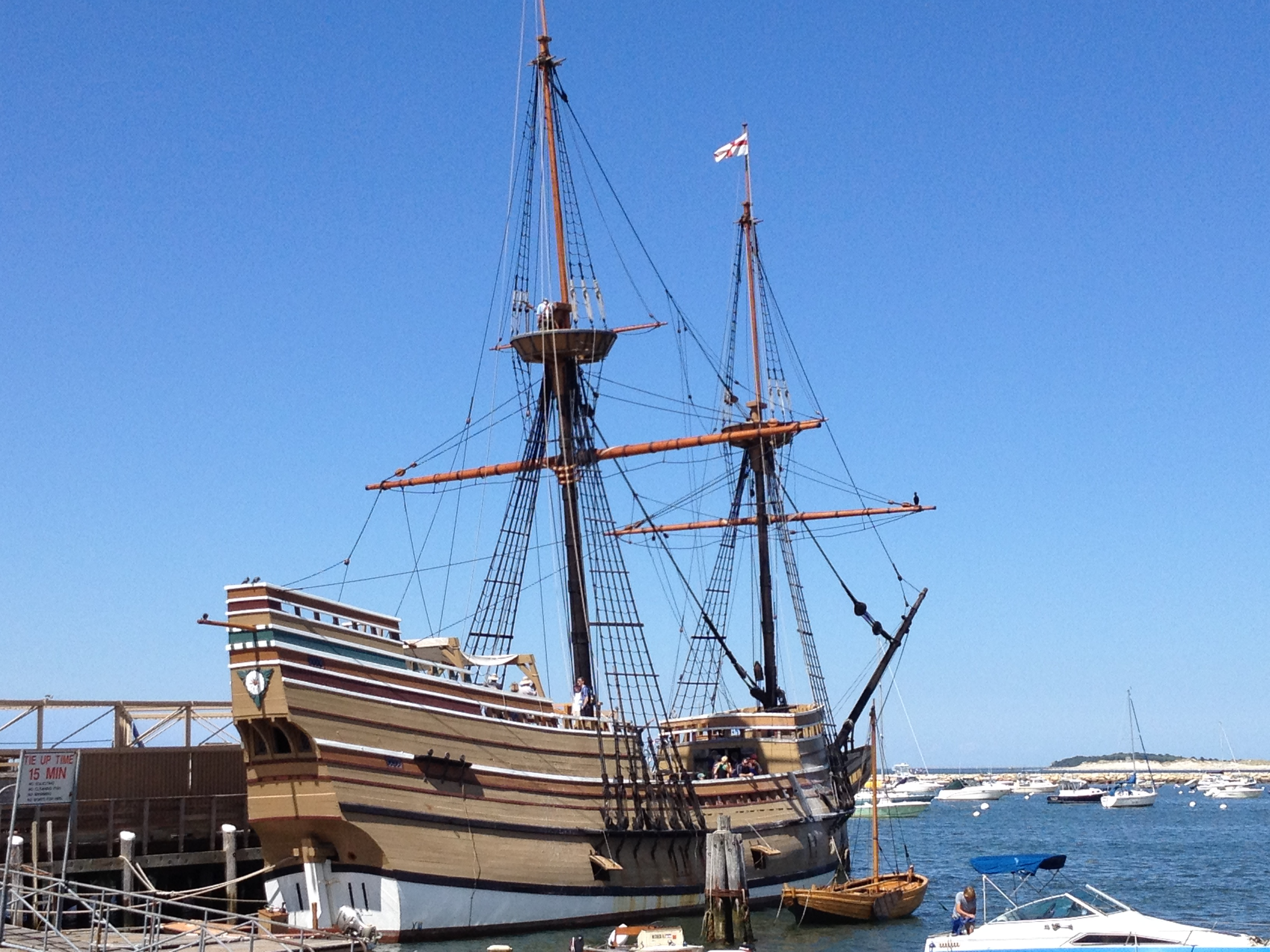
"مايفلاور II"
نسخة طبق الأصل من "مايفلاور" الأصلية التي رست في بليموث في ولاية ماساتشوستس في العام 1620.

غادرت السفينة «مايفلاور» التي كانت تقل ستين وخمسة (65) ركابٍ لندن في منتصف يوليو/تموز من العام 1620. ثم مضت نزلاً عبر نهر التايمز إلى الساحل الجنوبي لإنجلترا حيث رست في «ساوثامبتون» في هامبشاير، وثمة انتظرتِ الموعد المخطط له في 22 يوليو/تموز مع «اسبيدويل» القادمة من هولندا مع أعضاءٍ من مجمع ليدن. ومع أن كلتا السفينتين تعتزمان المغادرة إلى أمريكا بحلول نهاية يوليو/تموز لكن اكتشف تسرب في «اسبيدويل» كان لا مناص من إصلاحه.
أبحرتِ السفينتان إلى أمريكا في حوالي 5 أغسطس/آب، ولكن اسبيدويل أحدثت تسرباً آخرَ بعد فترةٍ وجيزةٍ مما استلزم عودتهما إلى «دارتموث» لإجراء إصلاحاتٍ. بدؤوا بدايةً جديدةً بعد الإصلاحات، ولكن على بعد أكثرَ من مئتيْ ميلٍ (ما يعادل 320 كم) وراء "Land's End" أقصى الطرف الجنوبي الغربي لإنجلترا تسببت «اسبيدويل» في تسربٍ ثالثٍ. كان الوقت الآن أوائلَ سبتمبر/أيلول، ولم يك لديهم من خيارٍ سوى التخلي عن «اسبيدويل» واتخاذ قرارٍ بشأن ركابها. كان هذا حدثاً جللاً فقد جرى هدر أموالٍ حيويةٍ على السفينة التي اعتبرت مهمةً جدًاً لنجاح استيطانهم المقبل في أمريكا. عادت كلتا السفينتين إلى بليموث في إنجلترا حيث انضم عشرون من ركاب اسبيدويل إلى سفينة مايفلاور -التي غدت مكتظة الآن- بينما عاد البقية إلى هولندا.
انتظروا سبعة أيامٍ أُخَرَ حتى هبّتِ الريح. كان «ويليام برادفورد» قلقاً بشكلٍ خاصٍّ: «نحن نرقد هنا في انتظار ريحٍ عادلةٍ يمكن أن تهب ... أعتقد أن انتصاراتِنا ستؤكل قبل أن نذهب من ساحل إنجلترا؛ وإذا مااستمرت رحلتنا لفترةٍ طويلةٍ، فلن نحقق انتصارات شهر عندما نأتي إلى البلاد».:343 وفقاً لـ«برادفورد» فإن «اسبيدويل» كانت مجُدّدَةً وصالحةً للإبحار بعد أن «قامت برحلاتٍ عديدةٍ ... لتحقيق ربحٍ كبيرٍ لأصحابها»، وافترض أن قبطان «اسبيدويل» ربما استخدم «المكر والخداع» لإجهاض الرحلة عن طريق التسبب في التسريبات خوفاً من الجوع والموت في أمريكا.:28

### مايفلاور تبحر
في أوائل سبتمبر/أيلول حولتِ العواصفُ الغربية شمال الأطلسي إلى مكانٍ خطيرٍ للإبحار. كانت مخصصات مايفلاور منخفضةً بالفعل لدى مغادرتها ساوثامبتون، وقد أضحت أقلَّ بسبب التأخير لأكثرَ من شهرٍ. كان الركاب على متن السفينة طيلة هذا الوقت حتى شعروا بالإرهاق، وأنهم ليسوا مستعدين -بأي حالٍ من الأحوال- لرحلةٍ طويلةٍ مرهقةٍ عبر الأطلسي محبوسين في المساحات الضيقة لسفينةٍ صغيرةٍ.:29
عندما أبحرت مايفلاور من بليموث بمفردها في 16 سبتمبر/أيلول من العام 1620 -فيما دعاه «برادفورد» «رياحاً طيبةً»- :29 كانت تقل اثنين ومئة (102) راكبٍ (73 رجلاً و29 امرأةً)، وطاقماً مكوناً من عشرين وخمسٍ (25) إلى ثلاثين (30) ضابطاً ورجلاً، وبذلك وصل العدد الإجمالي على متنها إلى حوالي ثلاثين ومئةٍ (130). بحمولة حوالي ثمانين ومئة (180) طنٍ كانت تُعدُ سفينة شحنٍ صغيرةً وليس سفينة محيطٍ؛ لقد ترددت بشكلٍ رئيسيٍّ بين إنجلترا وبوردو تحمل الملابس والنبيذ. فضلاً عن أنها لم تك في حالةٍ جيدةٍ فقد بيعت للخردة بعد أربع سنواتٍ من رحلة الأطلسي.:39 كانت سفينةً جيدة البناء للأمام والخلف طولها حوالي مئة قدمٍ (ما يعادل ثلاثين متراً)، و[بعرضٍ] حوالي عشرين وخمسة (25) أقدام (ما يعادل 7.6 أمتارٍ) في أعرض نقطةٍ لها.
:24:37

### الرحلة عبر الأطلسي

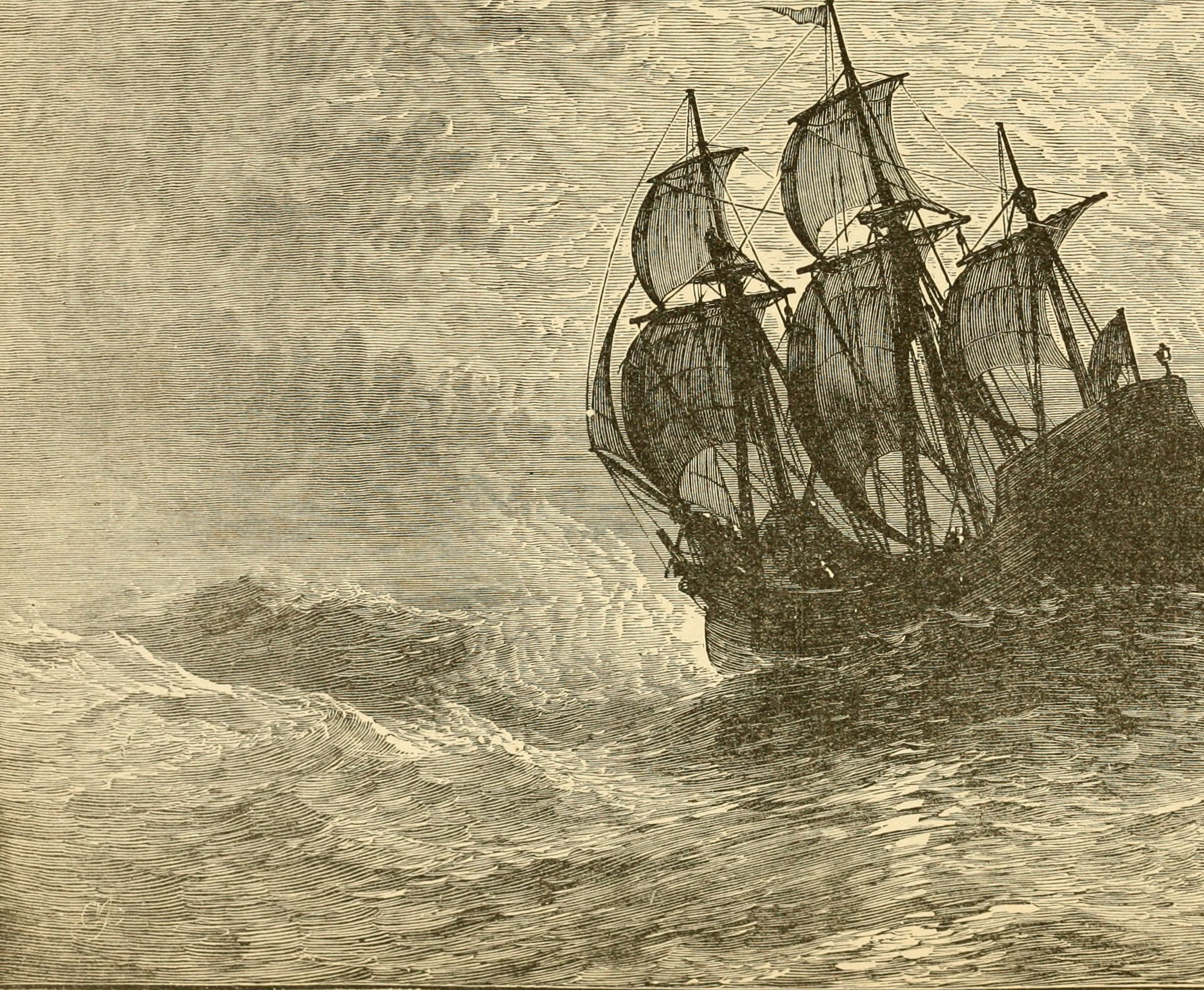
مايفلاور في البحر، رسم من كتاب، حوالي 1893.

كانت أماكن المعيشة لاثنين ومئة (102) راكبٍ ضيقةً، فقد كانت مساحة المعيشة حوالي ثمانين قدماً في عشرين قدماً (1600 قدم2) والسقف حوالي خمسة أقدامٍ:43
 مع تكدس الأزواج والأطفال معاً في رحلةٍ تستغرق شهرين كان ثمة حاجة إلى قدرٍ كبيرٍ من الأمانة والثقة بين جميع من على متن السفينة.:45
غالباً ما كان «جون كارفر» (أحد القادة على متن السفينة) مصدر إلهامٍ للحجاج «بشعورٍ من العظمة الأرضية والغرض الإلهي». وقد أُطلق عليه -فيما بعد- لقب «موسى الحجاج»، كما يشير المؤرخ «جون ميتشام». كتبت الكاتبة ريبيكا فريزر أن الحجاج «اعتقدوا أن لديهم عهداً مثل الشعب اليهودي القديم». «أمريكا كانت أرض الميعاد الجديدة».:44 في سياقٍ مماثلٍ صرح الكاتب الأمريكي المبكر «جيمس راسل لويل» «بجانب الهاربين الذين قادهم موسى إلى خارج مصر، فإن حمولة السفن الصغيرة من المنبوذين الذين هبطوا في بليموث مقدرٌ لهم التأثير على مستقبل العالم».
انطلق النصف الأول من الرحلة فوق بحارٍ هادئةٍ وتحت سماءٍ لطيفةٍ، ثم تغير الطقس مع استمرار هبوب عواصفَ شماليةٍ شرقيةٍ ضد السفينة، وتحطم موجاتٍ ضخمةٍ بانتظامٍ على السطح العلوي.:4 وسط عاصفةٍ واحدةٍ مات خادم الطبيب «صموئيل فولر»، ودُفن في البحر. ووُلِد أيضاً طفل «كريستند أوشينوس هوبكنز». أثناء عاصفةٍ أخرى (كانت شرسةً لدرجة أنه لم يمكن استخدام الأشرعة) اضطرّتِ السفينة إلى الانجراف دون رفع أشرعتها لعدة أيامٍ، أو المخاطرة بفقدان صواريها.:59 اجتاحتِ العاصفة أحد الركاب «جون هولاند» إلى البحر، وغرق حوالي اثني عشر قدماً حتى ألقى أحد أفراد الطاقم له حبلاً تمكن هولاند من الإمساك به، وجرى سحبه بأمانٍ إلى متن المركب.:349

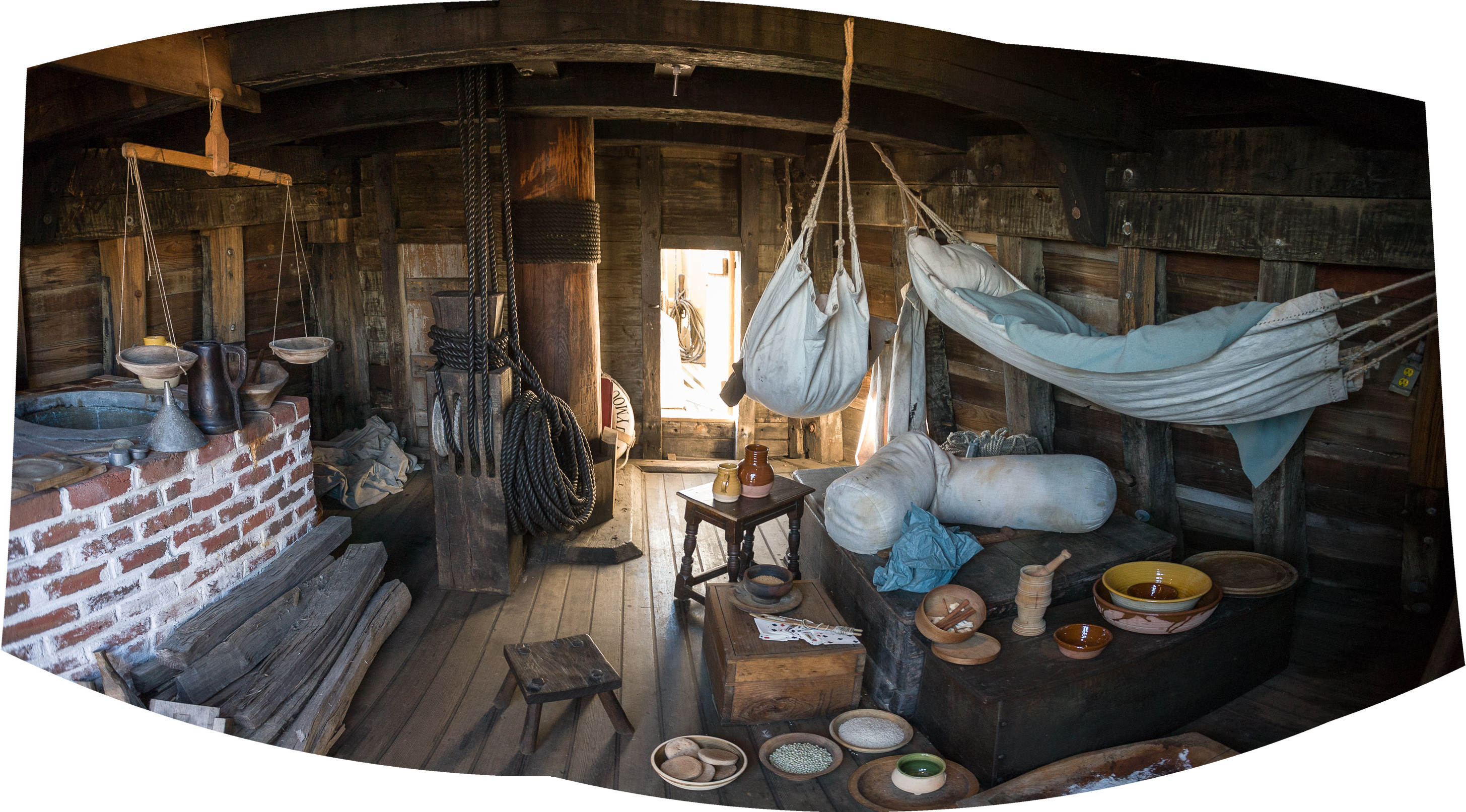
مابفلاور II المقصورة الداخلية.

أُجبر الركاب على الانحناء في شبه ظلمةٍ أسفل سطح السفينة فيما ارتفعت أمواج المحيط إلى أكثرَ من مئة قدمٍ.:50 مع الأمواج التي تتقاذف القارب في شتى الاتجاهاتِ تمسّك الرجال بزوجاتهمُ اللواتي -هنَّ أنفسهن- كنَّ يحتجزن أطفالهن. كان الماء ينقع الجميع وكل شيءٍ سواءً فوق السطح أو تحته.:50
في منتصف المحيط اقتربتِ السفينة من التعطل تماماً، وربما كادت تضطر للعودة إلى إنجلترا أو المخاطرة بالغرق. كانت العاصفة قد ألحقت أضراراً بليغةً بدعامتها الرئيسية لدرجة أن البحارة أصابهم اليأس. بضربة حظٍّ كان أحد المستعمرين قد حصل على رافعةٍ لولبيّةٍ معدنيّةٍ كان اشتراها في هولندا للمساعدة في بناء منازل المستوطنين الجديدة.:349 فاستخدموها لتدعيم الدعامة مما منعها من التصدع أكثر، وبالتالي الحفاظ على صلاحية السفينة للإبحار. أخيراً على الرغم من الازدحام، والظروف غير الصحية، ودوار البحر لم تكن هناك سوى حالة وفاةٍ واحدةٍ أثناء الرحلة.:350
تضمنت حمولة السفينة العديد من المخازن التي زودت الحجاج بالأساسيات اللازمة لرحلتهم وحياتهم المستقبلية. ويُفترض أنهم كانوا يحملون أدواتٍ، وطعاماً، وأسلحةً، وكذلك بعض الحيوانات الحية من كلابٍ وأغنامٍ وماعزٍ ودواجنَ. كانتِ السفينة تحمل كذلك زورقين صغيرين يبلغ طول كلّ منهما واحداً وعشرين (21) قدماً يعملان بالمجاديف أو بالأشرعة. كانت هنالك أيضاً قطع مدفعيةٍ على متنها، والتي ربما احتاجوا إليها للدفاع عن أنفسهم ضد القوات الأوروبية المعادية أو قبائل السكان الأصلية.

## الوصول إلى أمريكا

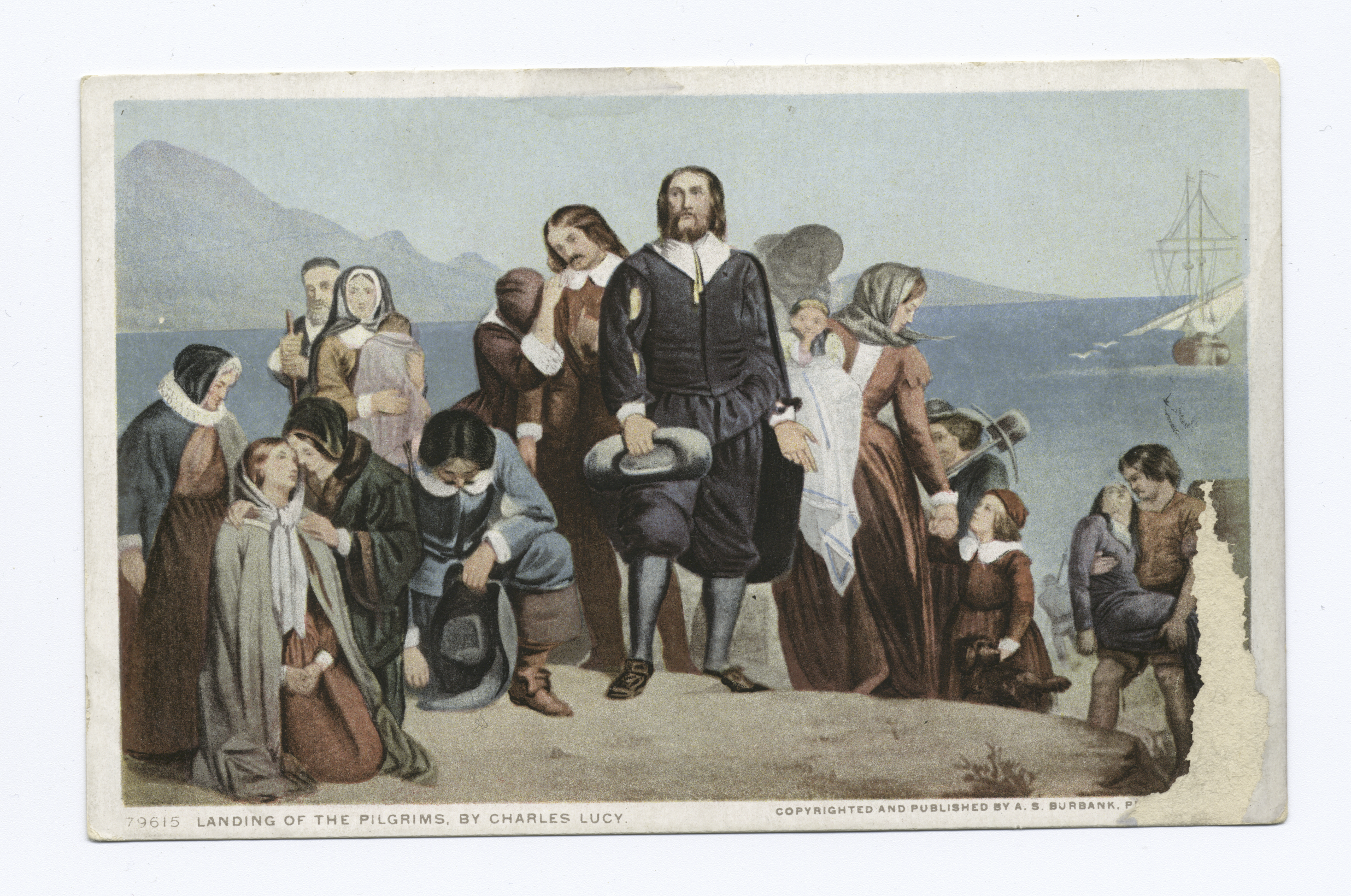
هبوط الحجاج، رسم "تشارلز لوسي" (حوالي العام 1898).

في 19 نوفمبر/تشرين الأول من العام 1620 شاهدوا «كيب كود» الحالي.:66:1 أمضوا عدة أيامٍ في محاولة الإبحار جنوباً إلى وجهتهم المقررة في مستعمرة فيرجينيا حيث كانوا قد حصلوا على إذنٍ للاستقرار من شركة «المغامرون التجاريون» (بالإنجليزية: Merchant Adventurers)، لكن بحار الشتاء القوية أجبرتهم على العودة إلى المرفأ في «خطاف» (بالإنجليزية: hook) «كيب كود» المعروف اليوم باسم «ميناء بروفينستاون»، وألقوا المرساة في 21 نوفمبر/تشرين الأول.:53:66
قبل إلقاء المرساة قام الحجاج والمسافرون من غير الحجاج (الذين يُشار إليهم باسم «الغرباء») بوضع «اتفاقية مايفلاور» وتوقيعها.:54 من بين القرارات الواردة في الميثاق تلك التي تنشئ نظاماً قانونياً، وتهدف إلى إخماد الفتنة المتزايدة داخل الرتب. جرى اختيار «مايلز ستانديش» للتأكد من الامتثال للقواعد فقد كان ثمة إجماع على ضرورة فرض الانضباط لضمان بقاء المستعمرة المخطط لها.:54 بمجرد الموافقة على الاستقرار وبناء مجتمعٍ يتمتع بالحكم الذاتي وصلوا إلى الشاطئ.
وصف «ويليام برادفورد» -الحاكم الثاني لمستعمرة بليموث- لحظة صعود الحجاج إلى الشاطئ:
«وبهذا وصلوا إلى مرفأٍ جيدٍ وجلبوا بأمانٍ إلى الأرض، سقطوا على ركبهم وباركوا إله السماء الذي جلبهم عبر المحيط الواسع والغاضب، وأنقذهم من كل الأخطار والبؤس. مرةً أخرى أرجلهم على الأرض الثابتة والمستقرة، عنصرهم الأصلي.»

### أول شتاء

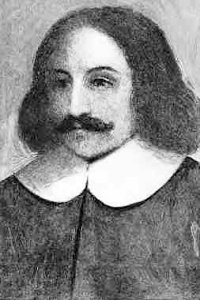
ويليام برادفورد (1590-1657) -الحاكم الثاني للمستعمرة- الذي كان ليومياته المدوّنة أكبر الأثر في نقل وقائع الرحلة، وتأسيس المستعمرة، وتطورها في سنيّها الأولى.

يوم الاثنين 7 ديسمبر/كانون الأول انطلقت رحلة استكشافية تحت إشراف القبطان «كريستوفر جونز» للبحث عن موقعٍ استيطانيٍّ مناسبٍ. كان هناك أربعة وثلاثون (34) شخصاً في القارب الصغير المكشوف؛ أرعة وعشرون (24) راكباً وعشرة بحارةٍ. لم يكونوا مستعدين للجو الشتوي القارس الذي واجهوه خلال فترة الاستطلاع، فلم يكن الحجاج معتادين على الشتاء الذي كان أكثر برودةً منه في بلادهم. أُجبروا على قضاء الليل على الشاطئ بسبب ما واجهوا من سوء الأحوال الجوية، وهم يرتدون ملابسَ سيئةٍ وفي درجات حرارةٍ أقلَّ من درجة التجمد مع أحذيةٍ وجواربَ مبللةٍ تجمدت طوال الليل. كتب برادفورد: «أخذ بعض من قضَوْا نحبهم نسخةً أصليّةً من موتهم هنا» في الرحلة الاستكشافية.:65–66:67
واجهت «بليموث» العديدَ من الصعوبات خلال أول شتاءٍ لها كان أبرزها خطر المجاعة، وعدم وجود مأوىً مناسبٍ. لم يكن لدى الحجاج أي وسيلةٍ لمعرفة أن الأرض ستتجمد بحلول منتصف نوفمبر/تشرين الثاني، مما يجعل من المستحيل القيام بأي غرسٍ. كما أنهم لم يكونوا مستعدين للعواصف الثلجية التي من شأنها أن تجعل الريف مستحيلاً بدون أحذيةٍ للثلج. وفي حُمَيّا عجلتهم أثناء المغادرة لم يفكروا في إحضار أي صنارة صيدٍ.:47
منذ البداية كانت المساعدة التي تلقوها من الأمريكيين الأصليين أمراً حيوياً. ذكرت مجلة أحد المستعمرين: «لقد حفرنا ووجدنا المزيد من الذرة، وثنتين أو ثلاثة سلالٍ ممتلئةٍ، وكيسٍ من الفاصوليا ... إجمالاً كان لدينا حوالي عشرة بواشل، والتي ستكون كافيةً للبذور. وبفضل الله وجدنا هذه الذرة فكيف يمكننا فعلها بدون مقابلة بعض الهنود الذين قد يزعجونا». أعرب الحاكم برادفورد عن أمله::56
أثناء فصل الشتاء بقي الركاب على متن السفينة مايفلاور يعانون من تفشي مرض معدٍ وصف بأنه مزيج من الإسقربوط، والالتهاب الرئوي، والسل. وبعدما انتهى بقي ثلاثة وخمسون (53) راكباً فحسب أحياء، أكثر من النصف بقليل؛ وقضى نصف الطاقم نحبه كذلك. وفي الربيع أقاموا أكواخاً على الشاطئ، ونزل الركاب من مايفلاور في الحادي والثلاثين من مارس/آذار من العام 1621.

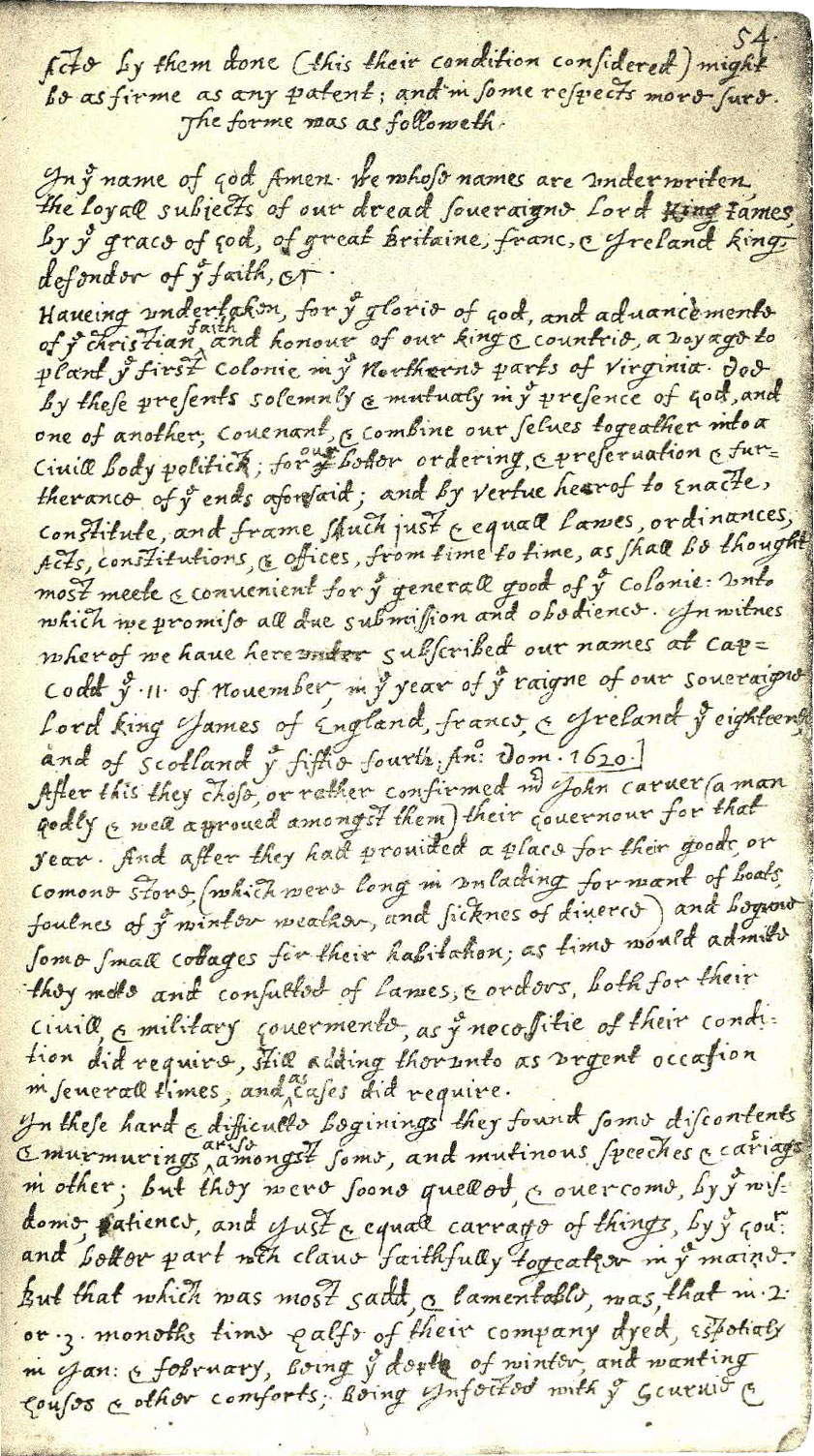
ميثاق مايفلاور. المصدر: كتاب "من مستعمرة بليموث" لـ"ويليام برادفورد" (1590-1657). حوالي العام 1645. نُشر في العام 1898.

وصف المؤرخ «بنسون جون لوسينج» ذلك الاستقرار الأول:
.
كان [الربّان] «جونز» قد خطط في الأصل للعودة إلى إنجلترا بمجرد أن يجد الحجاج موقعاً للاستيطان، لكن أفراد طاقمه بدؤوا يعانون من الأمراض نفسها التي كانت تصيب الحجاج، وأدرك أنه يجب البقاء في ميناء «بليموث» «حتى يرى رجاله بدؤوا بالإبلال».:91 بقيت مايفلاور ترقد في ميناء «نيو بلايموث» خلال شتاء 1620-1621، ثم أبحرت إلى إنجلترا في 15 أبريل/نيسان من العام 1621. كما هو الحال مع الحجاج هلك بحارتها بسبب المرض. فقد «جونز» زورقه، ومدفعه، وثلاثةً من ضباط التموين، والطباخ، وأكثر من عشرة بحارةٍ، لكن مايفلاورر لاقت وقتاً ممتازاً في رحلتها آيبةً إلى إنجلترا. دفعتها الرياح الغربية التي عصفت بها في الرحلة الأولى في رحلة العودة إلى الوطن. ووصلت إلى لندن في 16 مايو/أيار من العام 1621، أقلَّ من نصف الوقت الذي استغرقته في إبحارها إلى أمريكا.:100–101

## الركاب
سافرت بعض العائلات معاً بينما جاء بعض الرجال بمفردهم تاركين أسراً في إنجلترا ولَيْدن. كان أكثر من ثلث الركاب من الانفصاليين ممّن سعَوْا للانفصال عن الكنيسة القائمة في إنجلترا، وإنشاء مجتمعٍ يضم مُثُلَهم الدينية الخاصة. وكان ركاب آخرون موظفين أو خدماً أو مزارعين جندهم تجار لندن، وكانوا جميعاً متجهين في الأصل إلى مستعمرة فيرجينيا.
غالباً مانام معظم الركاب وعاشوا في المقاصير الكبيرة ذات السقف المنخفض، وعلى السطح الرئيسي الذي كان يبلغ 75 في 20 قدماً (23 م × 6 م) على الأكثر. كانت المقاصير رقيقة الجدران وضيقةً للغاية، وكانت المساحة الإجمالية 25 قدماً في 15 قدماً (7.6 م × 4.5 م) في أكبرها. أسفل الطوابق لن يتمكن أي امرئٍ يزيد طوله عن خمسة أقدامٍ (152 سم تقريباً) من الوقوف بشكلٍ مستقيمٍ. كانت المساحة القصوى الممكنة لكل فردٍ أقل بقليلٍ من حجم السرير الفردي القياسي.
أمضى الركاب الوقت في القراءة على ضوء الشموع أو لعب الورق والألعاب. تناولوا كمياتٍ كبيرةٍ من الكحول مثل البيرة مع وجبات الطعام. كان معروفاً أن هذا أكثر أماناً من الماء، والذي غالباً ما يأتي من مصادرَ ملوثةٍ ويسبّب المرض. لم يجرِ إحضار ماشية أو حيوانات الجر أو حمل الأثقال في الرحلة، ولكن كان هناك خنازير وماعز ودواجن.

## تاريخ السفينة مايفلاور
كان هنالك عشرون وست (26) سفنٍ تحمل اسم مايفلاور في سجل الموانئ في إنجلترا (بالإنجليزية: Port Books of England) على عهد جيمس الأول (1603-1625). ومن غير المعروف إلام تعود شهرة الاسم.
تستند هوية مايفلاور التابعة للقبطان «جونز» إلى سجلاتٍ من ميناء موطنها، وحمولتها (المقدرة ما بين 180 و200 طنٍّ)، واسم القبطان في العام 1620 لتجنب الالتباس مع العديد من سفن مايفلاور الأخرى. ومن غير المعروف كذلك متى وأين بنيت مايفلاور، فعلى الرغم من أن السجلات المتأخرة تذكر بأنها في «لندن». إلا أنها صُنفت في سجل الموانئ في نوفمبر/تشرين الثاني من العام 1609 على أنها «هارويش» (بالإنجليزية: Harwich) في مقاطعة «إسكس»، والتي هي -من قبيل الصدفة- مسقط رأس قبطانها «كريستوفر جونز» حوالي العام 1570.

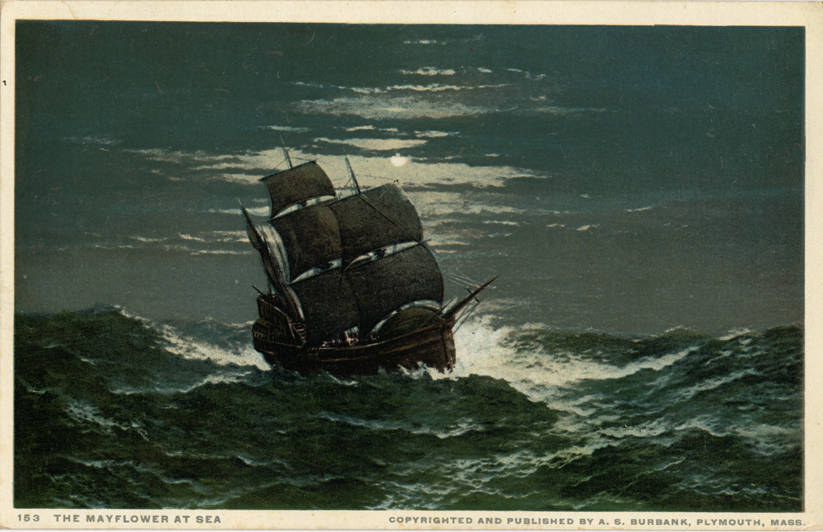
مايفلاور في البحر.

تشير السجلات التي يرجع تاريخها إلى أغسطس/آب من العام 1609 إلى أن «كريستوفر جونز» كان قبطاناً ومالكاً شريكاً لمابفلاور عندما جرى استئجار سفينته لرحلةٍ من لندن إلى تروندهايم في النرويج، والإياب إلى لندن. فقدتِ السفينة مرساةً لدى عودتها بسبب سوء الأحوال الجوية، وقامت بتسليم شحنتها من [سمك] الرنجة لفترةٍ قصيرةٍ. أسفرتِ الدعاوى القضائية -وكانت لا تزال مفتوحةً في العام 1612- ووفقاً للسجلات كانت السفينة مرتين في نهر التايمز في لندن في العام 1613؛ مرةً في يوليو/تموز وكرةً أخرى في أكتوبر/تشرين الأول ونوفمبر/تشرين الثاني، وفي العام 1616 كانت في نهر التايمز تحمل شحنةً من النبيذ، مما يشير إلى أن السفينة كانت مؤخراً في رحلةٍ إلى فرنسا، أو إسبانيا، أو البرتغال، أو جزر الكناري، أو بعض الأراضي الأخرى المنتجة للنبيذ. أبحر «جونز» بمايفلاور عبر القناة [القنال الإنجليزي بين فرنسا وإنجلترا]، وأخذ صوفاً إنجليزياً إلى فرنسا، وأعاد النبيذ الفرنسي إلى لندن، كما قام بنقل القبعات، والقنب، والملح الإسباني، وحشيشة الدينار، والخل، إلى النرويج، وربما يكون قد أخذ مايفلاور لصيد الحيتان في شمال المحيط الأطلسي في منطقة جرينلاند، أو أبحر إلى موانئ البحر الأبيض المتوسط.
بعد العام 1616 لم يكن هناك أي سجلٍّ آخرَ يتعلق على وجه التحديد بسفينة مايفلاور الخاصة بجونز حتى العام 1624. وهذا أمر غير معتادٍ بالنسبة إلى سفينةٍ تتاجر إلى لندن حيث إنها لن تختفي عادةً من السجلات لفترةٍ طويلةٍ. لا يمكن العثور على أي مستندٍ للمحكمة الأميرالية فيما يتعلق برحلة الآباء الحجاج للعام 1620، على أن هذا ربما يكون عائداً للطريقة غير العادية التي جرى بها ترتيب نقل الحجاج من ليدن إلى نيو إنجلاند، أو أنها ضاعت.
كان «جونز» أحد مالكي السفينة بحلول العام 1620 إلى جانب «كريستوفر نيكولز»، و«روبرت تشايلد»، و«توماس شورت». استأجرها «توماس ويستون» من تشايلد وجونز في صيف العام 1620 للقيام برحلة الحجاج. وقد كان لويستون دور هام في رحلة مايفلاور بسبب شراكته في شركة «مغامرون تجار» (بالإنجليزية: Merchant Adventurers) في لندن، وسافر في النهاية إلى مستعمرة بليموث بنفسه.:24

### التاريخ اللاحق

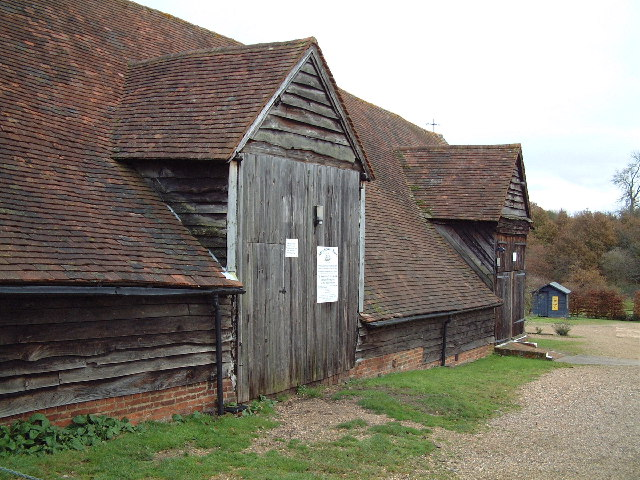
حظيرة مايفلاور.

تقدم ثلاثة من مالكي مايفلاور بطلبٍ إلى محكمة الأميرالية لتقييم السفينة في 4 مايو/أيار من العام 1624 بعد عامين من وفاة القبطان جونز في العام 1622. كان أحد أولئك المتقدمين أرملة جونز السيدة «جوزيان (جوان) جونز». ربما أجري هذا التقييم لتخمين السفينة بغية تسوية تركة قبطانها الراحل. أجري التقييم من قبل أربعةٍ من البحارة وعمال السفن في «روثرهيث» (بالإنجليزية: Rotherhithe) حيث يوجد منزل الكابتن «جونز» ومدفنه. ويبدو أن مايفلاور كانت تقبع في نهر التايمز في لندن وقتذاك. التقييم موجودٌ، ويقدم معلوماتٍ عن معدات السفينة على متنها في ذلك الوقت، وكذلك المعدات مثل البنادق والأسلحة الأخرى. لربما أوقفتِ السفينة منذ وفاة جونز وسمح لها بالخروج للإصلاح فحسب، وهو ما يشير إليه التقييم. قدرت قيمة السفينة بثمانيةٍ وعشرين ومئة جنيهٍ استرلينيٍّ، وثمانية شلناتٍ، وأربعة بنساتٍ.
ما حدث في نهاية المطاف لـ«مايفلاور» هو قضية غير محسومةٍ. يدّعي «تشارلز إدوارد بانكس» -المؤرخ الإنجليزي لسفينة «الحج» (بالإنجليزية: Pilgrim)- أن السفينة تحطمت في النهاية واستخدمت أخشابها في بناء حظيرةٍ في قرية جوردان في «باكنغهامشاير» (بالإنجليزية: Buckinghamshire). يزعم العرف المتناقَل أن هذه الحظيرة لمّا تزل موجودةً باسم «حظيرة مايفلاور»، وتقع ضمن أراضي جوردان القديمة في جنوب باكنغهامشاير. من المفترض أن «توماس راسل» في العام 1624 أضاف إلى جزءٍ من بيتٍ ريفيٍّ قائمٍ بالفعل باستخدام أخشابٍ من سفينةٍ؛ يُعتقد أنها سفينة الحج «مايفلاور»، والتي اشتُريت من ساحة تكسير السفن في «روثرهيث». كان الهيكل المحفوظ جيداً عامل جذبٍ سياحيٍّ حيث كان يستقبل الزوار كل عامٍ من جميع أنحاء العالم وخاصةً من أمريكا، غير أنه الآن ملكية خاصة وليس مفتوحاً للجمهور.

### مايفلاور الثانية
قامت سفينة أخرى تدعى مايفلاور برحلةٍ من لندن إلى مستعمرة بليموث في العام 1629، وعلى متنها ثلاثون وخمس (35) ركابٍ منهم العديد من مجموعة الحج في ليدن التي نظمتِ الرحلة الأولى. لم تكن السفينة عينها التي قامت بالرحلة الأصلية مع المستوطنين الأوائل. بدأت رحلة العام 1629 في مايو/أيار، ووصلت بليموث في أغسطس/آب. قامت هذه السفينة أيضاً بالعبور من إنجلترا إلى أمريكا في العام 1630 (كجزءٍ من أسطول وينثروب)، و1633، و1634، و1639. وحاولتِ الرحلة كرةً أخرى في العام 1641، وغادرت لندن في أكتوبر/تشرين الأول من ذلك العام بقيادة الربان «جون كول» وأربعين ومئة (140) راكبٍ متجهين إلى فرجينيا. لم تصل السفينة مطلقاً. وفي 18 أكتوبر/تشرين الأول من العام 1642 جرى الإيداع في إنجلترا بخصوص الخسارة [أي تسديد مبلغ التأمين].

## تصميم مايفلاور وتخطيطها

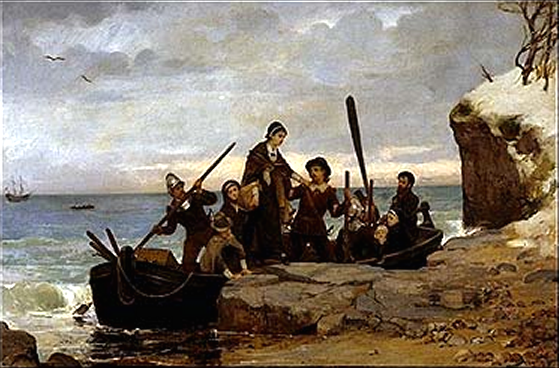
هبوط الحجاج على القارة.
لوحة زيتية لـ"هنري باكون" (1839–1912) من العام 1877.

كانت مايفلاور مربعة الشكل بقوسٍ منقارٍ وبناءٍ عالٍ يشبه القلعة في الأمام والخلف مما يحمي الطاقم والسطح الرئيسي من العناصر - وهي التصاميم التي كانت نموذجيةً للسفن التجارية الإنجليزية في مطلع القرن السابع عشر. حملت مؤخرتها قلعةً مربعةً يبلغ ارتفاعها ثلاثون قدماً [أكثر بقليلٍ من تسعة أمتارٍ] من الخلف مما جعل من الصعب على السفينة الإبحار بالقرب من الريح ولم تكُ مناسبةً تماماً لمقاومة الرياح الغربية السائدة في شمال المحيط الأطلسي، ولا سيّما في خريف العام 1620 وشتائه؛ ونتيجة ذلك استغرقت الرحلة من إنجلترا إلى أمريكا أكثر من شهرين. استغرقت رحلة عودة مايفلاور إلى لندن في أبريل/نيسان - مايو/أيار من العام 1621 أقل من نصف ذلك الوقت مع الرياح القوية نفسها، ولكنها تهب الآن في اتجاه الرحلة.:24:37
الأبعاد الدقيقة لمايفلاور غير معروفةٍ، لكنها ربما بلغت حوالي مئة قدمٍ (مايعادل 33 متراً) من منقار مقدمتها إلى الطرف العُلوي لبناء المؤخرة، وحوالي عشرين وخمسة (25) أقدامٍ (7.6 متر) في أعرض نقطةٍ منها، وعند عارضتها السفلية حوالي اثني عشر (12) قدماً (3.6 متر) تحت مستوى الماء. قدر «ويليام برادفورد» أن حمولتها تبلغ ثمانين ومئة (180) طنٍّ، وتشير السجلات الباقية إلى أنها تستطيع حمل ثمانين ومئة (180) برميل يحمل كلٌّ منها مئات الجالونات.:37 كان التخطيط العام للسفينة على النحو التالي:
- ثلاثة صوارٍ: «الميززن» (في الخلف)، والرئيسي (في وسط السفينة)، والأمامي، وأيضاً شراع «سبريت» (شراع التوجيه) في منطقة القوس.[48]
- ثلاثة مستوياتٍ أساسيةٍ: السطح الرئيسي، وسطح المدفعية، وحمل البضائع.[هامش 6]

على السطح الرئيسي في المؤخرة كانت مقصورة القبطان «كريستوفر جونز» من الخلف، بمساحة حوالي عشرةٍ في سبعة أقدامٍ (تقيرباً 3 م في 2.1 م). إلى الأمام منها كانت غرفة التوجيه، والتي ربما كانت تحتوي على مضاجعَ لضباط السفينة، واحتوت على بوصلة السفينة، وعصا الدفة للتحكم في الإبحار. أمام غرفة التوجيه توجد الرحى (بالإنجليزية: Capstan)، وهو محور عمودي يستخدم للسحب بواسطة الحبال أو الكابلات. بعيداً إلى الأمام على السطح الرئيسي -خلف القوس مباشرةً- كان فضاء القلعة الأمامية حيث يُعد طباخ السفينة وجبات الطعام للطاقم، وربما كان أيضاً المكان الذي ينام فيه البحارة.
كان السطح العلوي الخلفي (بالإنجليزية: poop deck) يقع عند أعلى مستوىً للسفينة فوق المؤخرة في القلعة الخلفية، وفوق مقصورة القبطان جونز. على هذا السطح كان هناك منزل خلفي، والذي هو في العادة غرفة الخرائط والمخططات، أو مقصورة لرفاق القبطان في معظم السفن التجارية، ولكن ربما كان استخدم من قبل ركاب مايفلاور إما للنوم أو البضائع.
كان سطح المدقعية هو المكان الذي أقام فيه الركاب أثناء الرحلة في مساحةٍ تبلغ حوالي 50 في 25 قدماً (15.2 م في 7.6 م) مع سقفٍ يبلغ خمسة أقدامٍ (1.5 م) ارتفاعاً. كان مكاناً خطراً إذا ماحدث نزاع فقد وجدت به نوافذ أسلحةٍ ينفذ منها المدفع لإطلاق النار على العدو. كانت حجرة السلاح في مؤخرة السفينة، ولا يمكن للركاب الوصول إليها لأنها مخصصة كمساحةٍ لتخزين البارود والذخيرة. ربما ضمت غرفة السلاح أيضاً زوجاً من مطارِداتِ المؤخرة، وهو مدفع صغير يستخدم لإطلاق النار من مؤخرة السفينة. في الأمام على سطح المدفعية في منطقة القوس هناك مِرفاع يشبه في وظيفته رحى التوجيه، وكان يستخدم لرفع وخفض المرساة الرئيسية للسفينة. لم تكن هناك سلالمُ للركاب على سطح المدفع للصعود عبر المشابك إلى السطح الرئيسي، والذي لا يمكن الوصول إليه إلا بتسلق سلمٍ خشبيٍّ أو حبلٍ.

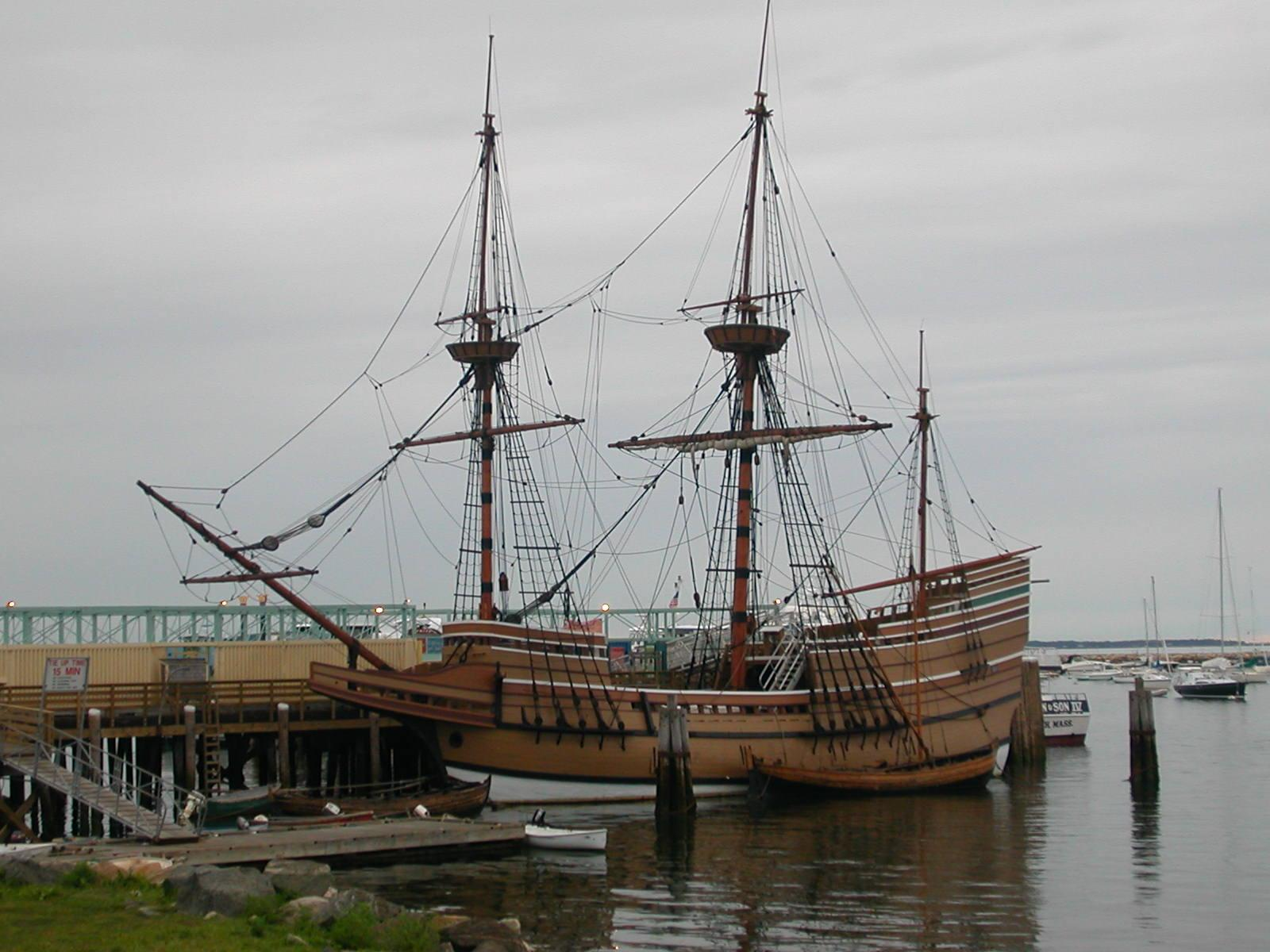
مايفلاور II.

تحت سطح المدفعية يوجد مكان الشحن حيث يحتفظ الركاب بمعظم مخازن الطعام وغيره من الإمدادات، بما في ذلك معظم ملابسهم وأغطية الأسرّة، وفيه كانت تخزن أسلحة الركاب الشخصية، والمعدات العسكرية مثل الدروع والبنادق ومسحوق البارود والطلقات والسيوف والجوارب. كما تُخزّن فيه جميع الأدوات التي يحتاجها الحجاج، وكذلك جميع المعدات والأواني اللازمة لإعداد وجبات الطعام في العالم الجديد. قام بعض الحجاج بمن فيهم «إسحاق أليرتون» و«ويليام مولينز»، وربما آخرين، بتحميل بضائعَ تجاريةٍ على متن السفينة، وهذه أيضاً جرى تخزينها -في الأعم الأغلب- في عنبر الشحن. لم يكن هناك كنيفٌ خاصٌّ على مايفلاور، وكان على الركاب وأفراد الطاقم أن يحتاطوا لأنفسهم في هذا الصدد. وعلى الأرجح فإن ركاب سطح المدفعية استخدموا دلواً كوعاءٍ [جماعيٍّ] للغرفة مثبتاً على السطح أو بحاجزٍ لمنعه من الوقوع في البحر.
كانت مايفلاور مدججةً بالسلاح. كان أكبر مدافعها مدفع التابع النحاسي ذي الوزن مئتي وألف (1200) رطلٍ تقريباً (ما يعادل 545 كغ)، ويمكنه إطلاق قذيفة مدفعٍ [وزنها] 3.5 رطلٍ (ما يعادل 1.6 كغ) إلى مدى ميلٍ تقريباً (نحو 1600 مترٍ). كما كان بحوزتها مدفع الصقر البالغ وزنه حوالي ثمانمئة رطلٍ (ما يعادل 360 كغ)، ومدفعان أساسيان يزن كلٌّ منهما حوالي مئتيْ رطلٍ (ما يعادل 90 كغ) ويطلقان [قذيفةً] كرويةً تزن ما بين ثلاثة إلى خمسة أونصاتٍ (85-140 غرام). حملت مايفلاور على الأقل عشر قطعٍ من العتاد على الجانبين الأيسر والأيمن من سطح المدفعية: سبعة مدافعَ لأغراضٍ بعيدة المدى، وثلاثٌ أصغر حجماً غالباً ما تُطلَق من المؤخرة على اتجاهاتٍ قريبةٍ وتُملأ بكرات المدفعية. أنزل «جونز» قبطان السفينة أربعةً من هذه القطع للمساعدة في تحصين مستعمرة بليموث.:37

## ضباط مايفلاور وطاقمها وغيرهم
بحسب رواية المؤلف «تشارلز بانكس» تكون ضباط مايفلاور وطاقمها من قبطانٍ، وأربعة زملاءٍ له، وأربعة رؤساء تموينٍ، وجراحٍ، ونجارٍ، وصانع براميلَ، وطهاةٍ، ورؤساء بحارةٍ، ومدفعيّين، وحوالي ثلاثين وستة (36) ملاحين أمام الصاري، أي ما مجموعه خمسين تقريباً. بقي الطاقم بأكمله مع مايفلاور وركابها في بليموث خلال شتاء (20-1621، وتوفي نحو نصفهم في تلك الفترة [ما بين نوفمبر/تشرين الأول، ومنتصف أبريل/نيسان]، وعاد الأفراد الباقون إلى إنجلترا على متن مايفلاور التي أبحرت إلى لندن في 15 أبريل/نيسان من العام 1621.

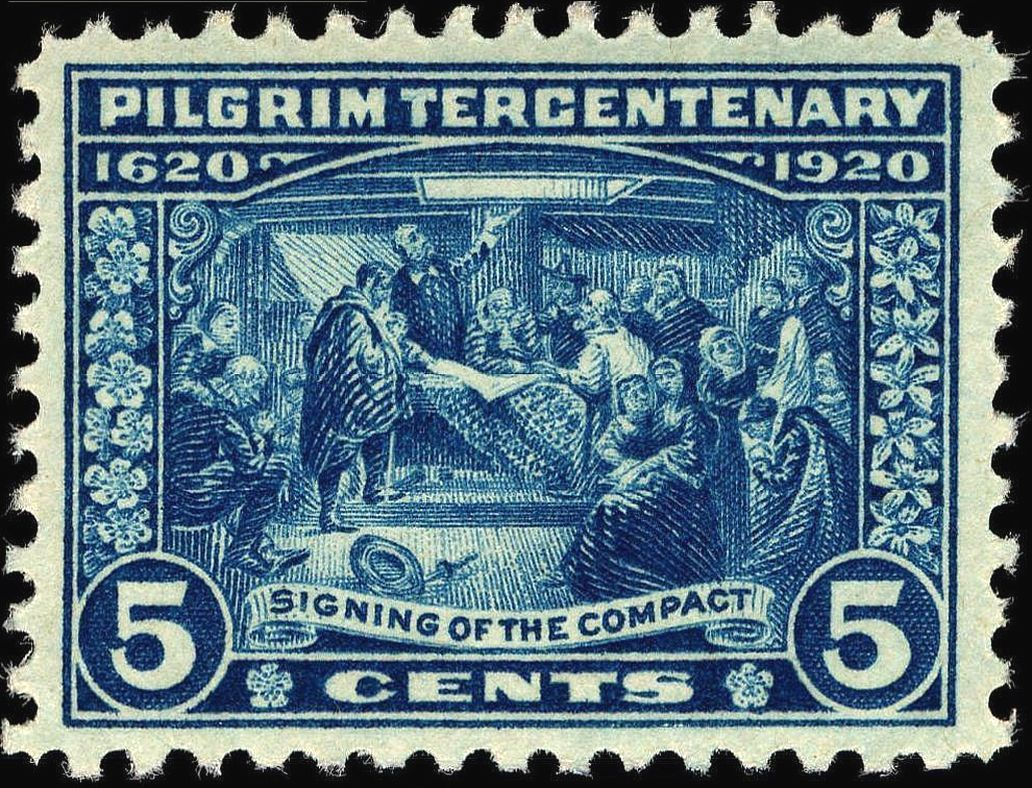
طابع المئوية الثالثة للسفينة مايفلاور، 1920.
احتُفِل بتأسيس مستعمرة خليج ماساتشوستس في الذكرى الثلاثمئة عام 1920 احتفاءً بديمقراطية أمريكا التمثيلية. كان توقيع «اتفاقية مايفلاور» أول حدثٍ سياسيٍّ كبيرٍ في التاريخ الأمريكي.

## الميراث

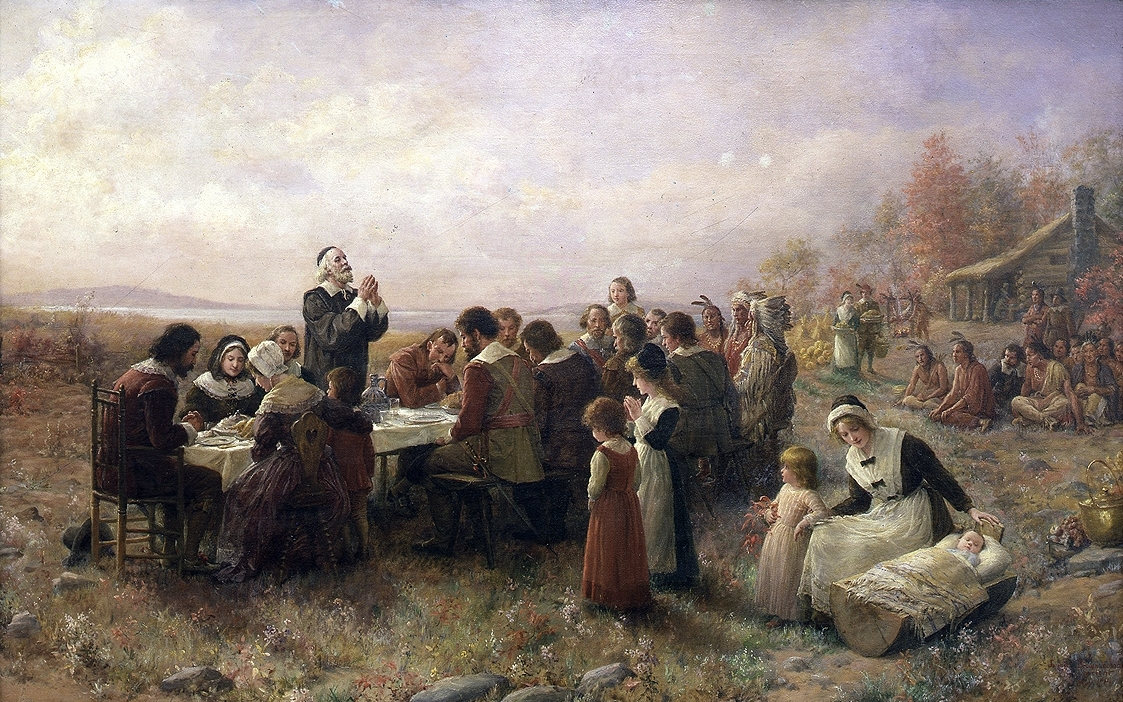
عيد الشكر الأول في بليموث.
ريشة «جيني أ. براونسكومب»، (1914).

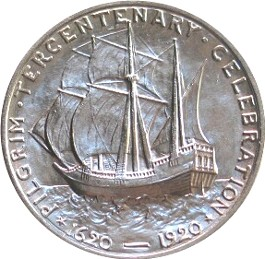
نصف الدولار التذكاري بمناسبة الذكرى الثلاثمئة للحج، وقد صُكت على ظهره صورة السفينة مايفلاور.

تتمتع «سفينة الحج» مايفلاور بمكانةٍ مشهورةٍ في التاريخ الأمريكي كرمزٍ للاستعمار الأوروبي المبكر للولايات المتحدة المستقبلية.:4–5 وعلى حدِّ وصف «قناة التاريخ الأوروبي»:
«من بين جميع الرحلات إلى المستعمرات الأمريكية من العام 1620 إلى العام 1640 أضحى عبور مايفلاور الأول لآباء الحجاج هو الأكثر شهرةً من الناحية الثقافية، والأكثر أهميةً في تاريخ الهجرة من أوروبا إلى العالم الجديد خلال عصر الاكتشاف».
يأتي السجل الرئيس لرحلة مايفلاور، ووصف مستعمرة بليموث من خلال رسائلِ «ويليام برادفورد» ومذكراتِهِ، والذي كان قوةً مرشدةً، ومن بعدُ حاكمَ المستعمرة. إن سجلَّه التفصيليَّ للرحلة هو أحد المصادر الأساسية التي استخدمها المؤرخون، وهو التاريخ الأكثر اكتمالاً لمستعمرة بليموث، والذي دوّنه أحد ركاب مايفلاور.
نشأت العطلة الوطنية الأمريكية «عيد الشكر» من عيد الشكر الأول الذي أقامه الحجاج في العام 1621، وهو مناسبة صلاةٍ وعشاءٍ بمناسبة الحصاد الأول لمستوطني مايفلاور.
احتفي بالذكرى السنوية الثلاثمئة لإنزال مايفلاور في العام 1920، وأوائل العام 1921 من خلال الاحتفالات في جميع أنحاء الولايات المتحدة، ودولٍ في أوروبا. اجتمعت وفود من إنجلترا، وهولندا، وكندا في نيويورك. قال «جون فرانسيس هيلان» عمدة نيويورك في خطابه: «إن مبادئ "ميثاق مايفلاور" للحجاج كانت مقدمةً لإعلان الاستقلال للولايات المتحدة]]». فيما وصفها المؤرخ الأمريكي «جورج بانكروفت» بأنها «ولادة الحرية الدستورية».:55 ورأى الحاكم «كالفن كوليدج» -بالمثل- الفضل في صياغة الميثاق في اعتباره حدثاً ذا أهميةٍ كبرى في التاريخ الأمريكي:

«لقد كان أساس الحرية على موجب القانون والنظام، وقد جرى التمسك بهذا التقليد بثباتٍ. لقد أرسَوْا شكلاً من أشكال الحكم صُمّم كأول دستورٍ حقيقيٍّ للعصر الحديث. كان ديمقراطياً، واعترافاً بالحرية في ظلّ القانون، والنظام، وإعطاء كل شخصٍ الحق في المشاركة في الحكومة، بينما وَعدوا بالطاعة للقوانين ... أي شكلٍ من أشكال الحكومة أفضل من الفوضى، وأي محاولةٍ لإسقاط الحكومة هي محاولة لتدمير الحضارة».
مع وجود عشرين جمعيةِ مايفلاور تاريخيةٍ عبر أرجاء البلاد بأسرها إلى جانب عددٍ غير معروفٍ من الأحفاد كان من المتوقع أن يستمر الاحتفال خلال معظم العام 1920. وكنتيجةٍ للحرب العالمية الأولى التي حطت أوزارها قبل سنتين فإن الخطة الأصلية لإقامة معرضٍ عالميٍّ على شرفها قد جرى إلغاؤها.
أصدرتِ الحكومة نصف دولار [ذكرى] حج المئوية الثالثة (بالإنجليزية: Pilgrim Tercentenary)، والذي يصور السفينة على الظهر، والراكب «ويليام برادفورد» على الوجه.

### الذكرى الأربعمئة، 2020
صادفتِ الذكرى السنوية الأربعمئة لإنزال سفينة مايفلاور في العام 2020. وقد خططتِ المنظمات في المملكة المتحدة والولايات المتحدة للاحتفالات بمناسبة الرحلة. بدأتِ الاحتفالات بالذكرى السنوية في أماكنَ مختلفةٍ في نيو إنجلاند. جرى التخطيط لاحتفالاتٍ أخرى في إنجلترا، وهولندا حيث كان الحجاج يقطنون في المنفى حتى رحلتهم، لكن جائحة كورونا (بالإنجليزية: COVID-19) أجبرت على تعليق بعض الخطط.
وكان من بين بعض المناسبات سفينة مايفلاور ذاتية الحركة بدون أي أشخاصٍ على متنها، والتي تستخدم قبطاناً من الذكاء الاصطناعي صممته شركة IBM للإبحار الذاتي عبر المحيط، في حين يأمل مركز هارويش مايفلاور للتراث في بناء نسخةٍ طبق الأصل من السفينة في «هارويش» في إنجلترا. كما يأمل أحفاد الحجاج في الحصول على تجربةٍ «تحدث مرةً واحدةً في العمر» لإحياء ذكرى أسلافهم.
جرى حرق نسخةٍ طبقِ الأصل كاملةِ الحجم للسفينة في «غريت تورينغن» (بالإنجليزية: Great Torrington) في «ديفون» في 28 أغسطس/آب من العام 2021 بعد عامٍ مما كان مخططاً له في الأصل.

## الهوامش
1. ↑  كانت السفينة الجيدة والقوية لا تقل عن ثلاثمئة طنٍّ مما جعل "مايفلاور" صغيرةً نسبياً. انظر: Fraser P. 39.
2. ↑  أكثر بقليلٍ من مئةٍ وخمسين سنتيمتراً.
3. ↑  توفي جونز بعد عودته من رحلةٍ إلى فرنسا في 5 مارس/آذار من العام 1622 عن عمرٍ يناهز خمسين واثنين (52) من الأعوام، وعلى مدار العامين التاليين قبعت مايفلاور في مرسىً لها في "روثرهيث" غير بعيدٍ عن قبر جونز في كنيسة القديسة ماري. بحلول العام 1624 لم تعد مفيدةً كسفينةٍ، ومصيرها اللاحق مجهول، لكنها ربما تكون قد حُطّمت في ذلك الوقت. انظر: Philbrick, Nathaniel. Mayflower: A Story of Courage, Community and War, (Penguin Books 2006). P. 101.
4. ↑  روثرهيث (بالإنجليزية: Rotherhithe) منطقة سكنية في جنوب شرقي لندن، وجزء من منطقة "لندن بورو" في "ساوثوورك". تقع على شبه جزيرةٍ على الضفة الجنوبية لنهر التايمز. كانت تاريخياً أقصى مستوطنةٍ إلى الشمال الشرقي في مقاطعة ساري (بالإنجليزية: Surrey).
5. ↑  العارضة السفلية أو "رافدة القص" (بالإنجليزية: Keel) هي العارضة تكون في قعر هيكل السفينة على كامل طولها، وتمسك بالألواح العرضية، وتعد جزءاً أساسياً في الهيكل.
6. ↑  كانتِ السفن التجارية في ذلك الوقت مسلحةً بمدافعَ للحماية من هجمات القراصنة.
7. ↑  في النص الأصلي whipstaff (وتعني حرفياً المخفقة) وهو تعبير مجازي.
8. ↑  في الاجتماع اليومي أو اجتماع الجاهزية الذي يعقد للتفقد يصطف البحارة أمام الصاري الرئيسي في السفينة، ومنه أتتِ التسمية "ملاحون أمام الصاري".

## معرض الصور

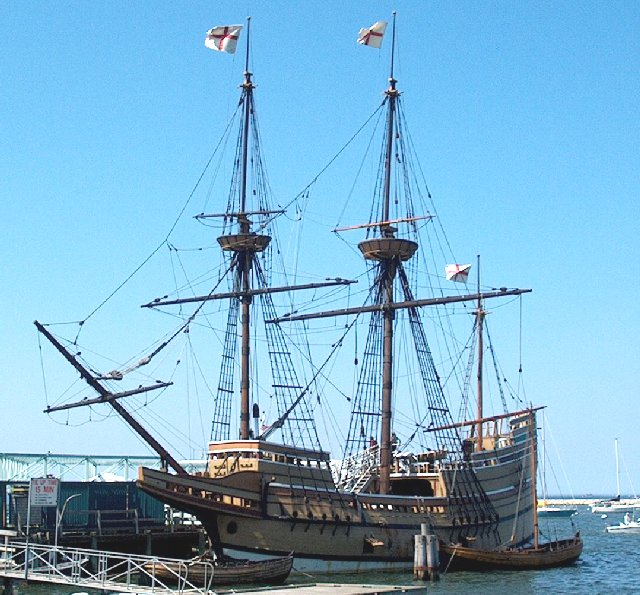
نسخة طبق الأصل من مايفلاور II، بليموث، ماساتشوستس، الولايات المتحدة. المصدر: http://wikitravel.org/wiki/en/index.php?title=Image:PlymouthMayflower_II.jpg&oldid=293723.
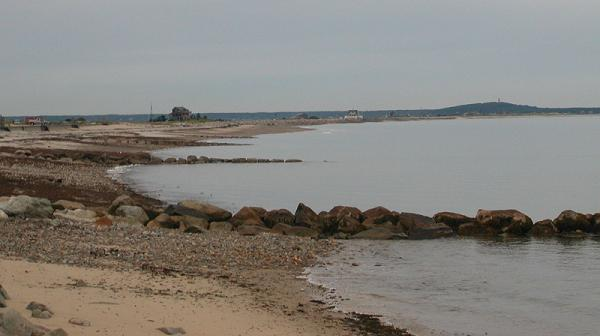
شاطئ بليموث
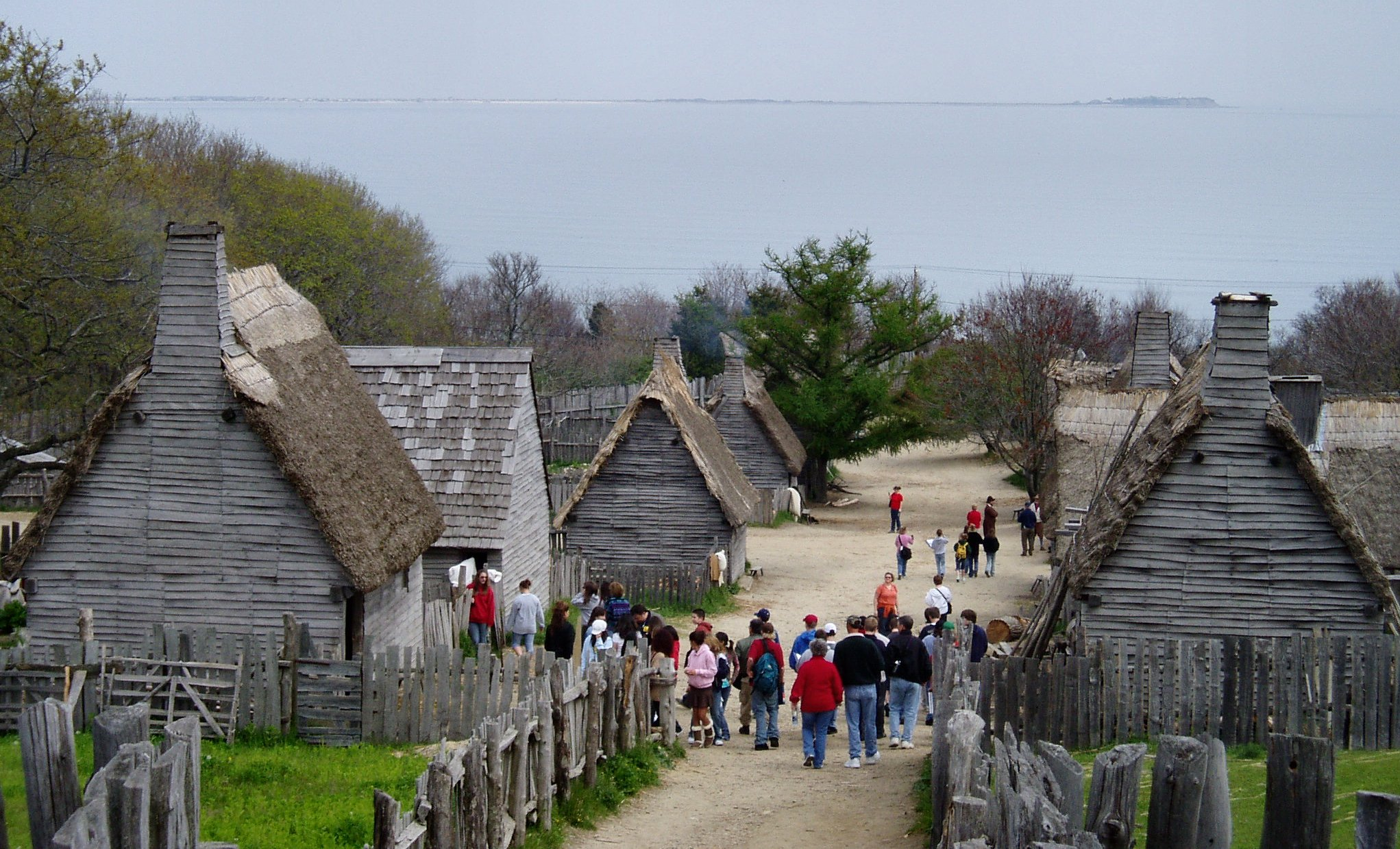
مزرعة بليموث إعادة إنشاء طيق الأصل.
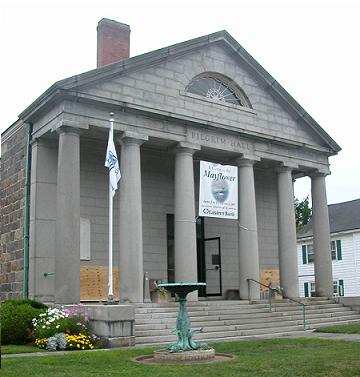
متحف الحج في بليموث. المتحف الأقدم الذي لايزال مفتوحاً في الولايات المتحدة.
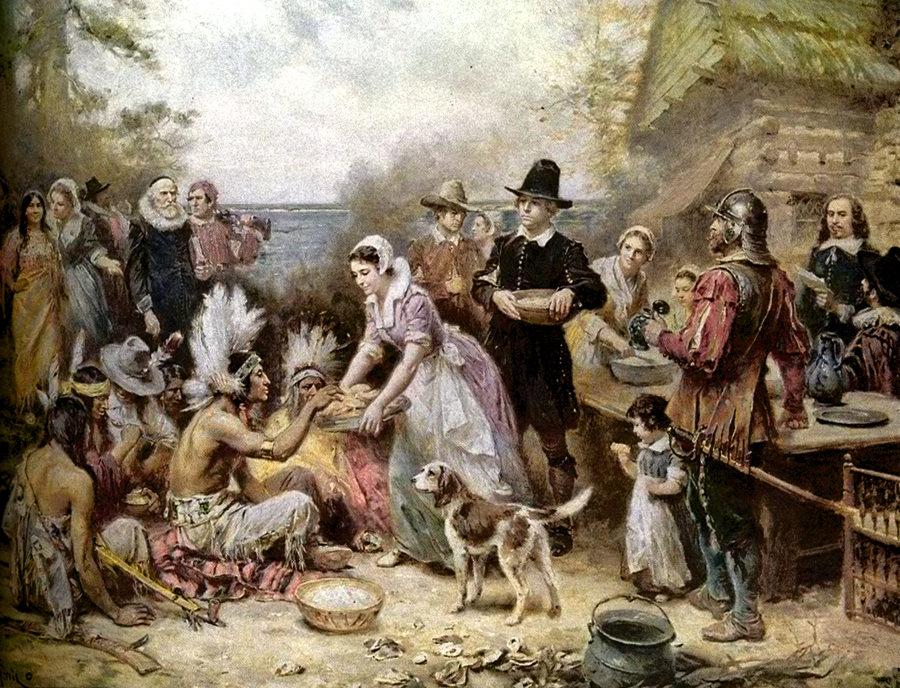
أول عيد شكر عامَ 1621 بريشة "جان لويس جيروم فيريس".
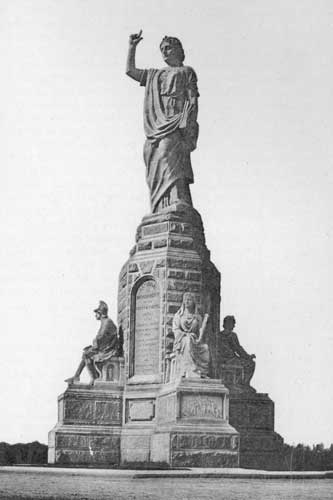
نصب الأجداد الوطني، بليموث.
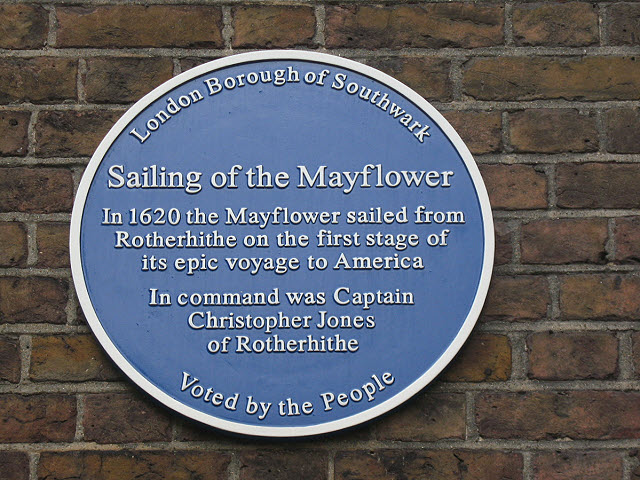
لوحة مايفلاور. اللوحة التذكارية لإحياء ذكرى إبحار مايفلاور. على الجانب الجنوبي من كنيسة القديسة ماري في "روثرهيث".
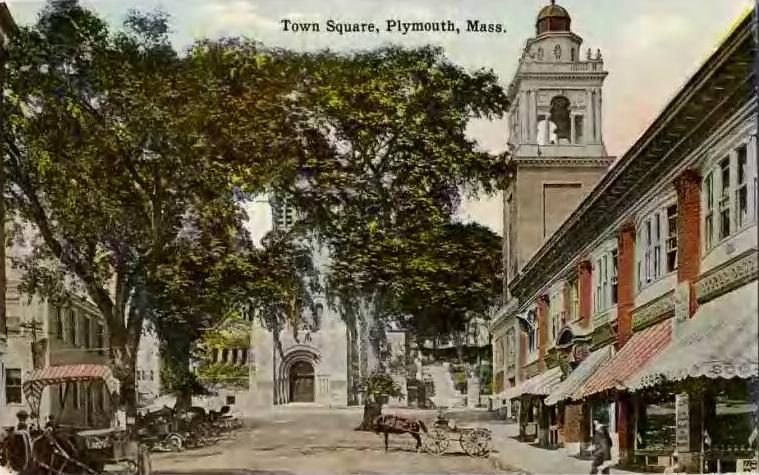
بليموث، ساحة البلدة (1910).